# Grammy Award du meilleur nouvel artiste
Le Grammy Award du meilleur nouvel artiste (Grammy Award for Best New Artist) est un prix décerné depuis 1959 par la National Academy of Recording Arts and Sciences. Ce prix fait partie des quatre récompenses de la cérémonie des Grammy Awards à ne pas être restreintes à un genre musical donné, avec l'album de l'année, la chanson de l'année et l'enregistrement de l'année.

## Lauréats
| Année | Lauréat                     | Nominations | Ref.              |
| ----- | --------------------------- | --- | ----------------- |
| 1959  | Bobby Darin                 | - Edd Byrnes - Mark Murphy - Johnny Restivo - Mavis Rivers                                                                      |                   |
| 1961  | Bob Newhart                 | - The Brothers Four - Miriam Makeba - Leontyne Price - Joanie Sommers                                                           |                   |
| 1962  | Peter Nero                  | - Ann-Margret - Dick Gregory - The Lettermen - Timi Yuro                                                                        |                   |
| 1963  | Robert Goulet               | - The Four Seasons - Vaughn Meader - The New Christy Minstrels - Peter, Paul and Mary - Allan Sherman                           |                   |
| 1964  | The Swingle Singers         | - Vikki Carr - John Gary - The J's with Jamie - Trini Lopez                                                                     |                   |
| 1965  | The Beatles                 | - Petula Clark - Astrud Gilberto - Antônio Carlos Jobim - Morgana King                                                          |                   |
| 1966  | Tom Jones                   | - The Byrds - Herman's Hermits - Horst Jankowski - Marilyn Maye - Sonny & Cher - Glenn Yarbrough                                |                   |
| 1967  | —                           | — |                   |
| 1968  | Bobbie Gentry               | - Lana Cantrell - The 5th Dimension - Harpers Bizarre - Jefferson Airplane                                                      |                   |
| 1969  | José Feliciano              | - Cream - Gary Puckett & The Union Gap - Jeannie C. Riley - O. C. Smith                                                         | [ 3 ]             |
| 1970  | Crosby, Stills & Nash       | - Chicago - Led Zeppelin - The Neon Philharmonic - Oliver                                                                       |                   |
| 1971  | The Carpenters              | - Elton John - Melba Moore - Anne Murray - The Partridge Family                                                                 | [ 4 ]             |
| 1972  | Carly Simon                 | - Chase - Emerson, Lake & Palmer - Hamilton, Joe Frank & Reynolds - Bill Withers                                                | [ 5 ]             |
| 1973  | America                     | - Harry Chapin - The Eagles - Loggins and Messina - John Prine                                                                  | [ 6 ]             |
| 1974  | Bette Midler                | - Eumir Deodato - Maureen McGovern - Marie Osmond - Barry White                                                                 | [ 7 ]             |
| 1975  | Marvin Hamlisch             | - Bad Company - Johnny Bristol - David Essex - Graham Central Station - Phoebe Snow                                             |                   |
| 1976  | Natalie Cole                | - Morris Albert - Amazing Rhythm Aces - Brecker Brothers - KC and the Sunshine Band                                             | [ 8 ]             |
| 1977  | Starland Vocal Band         | - Boston - Dr. Buzzard's Original Savannah Band - The Brothers Johnson - Wild Cherry                                            | [ 9 ]             |
| 1978  | Debby Boone                 | - Stephen Bishop - Shaun Cassidy - Foreigner - Andy Gibb                                                                        |                   |
| 1979  | A Taste of Honey            | - The Cars - Elvis Costello - Chris Rea - Toto                                                                                  | [ 10 ]            |
| 1980  | Rickie Lee Jones            | - The Blues Brothers - Dire Straits - The Knack - Robin Williams                                                                | [ 11 ]            |
| 1981  | Christopher Cross           | - Irene Cara - Robbie Dupree - Amy Holland - The Pretenders                                                                     | [ 12 ]            |
| 1982  | Sheena Easton               | - Adam and the Ants - The Go-Go's - James Ingram - Luther Vandross                                                              | [ 13 ]            |
| 1983  | Men at Work                 | - Asia - Jennifer Holliday - The Human League - Stray Cats                                                                      | [ 14 ]            |
| 1984  | Culture Club                | - Big Country - Eurythmics - Men Without Hats - Musical Youth                                                                   | [ 15 ]            |
| 1985  | Cyndi Lauper                | - Sheila E. - Frankie Goes to Hollywood - Corey Hart - The Judds                                                                | [ 16 ]            |
| 1986  | Sade                        | - a-ha - Freddie Jackson - Katrina and the Waves - Julian Lennon                                                                | [ 17 ]            |
| 1987  | Bruce Hornsby and the Range | - Glass Tiger - Nu Shooz - Simply Red - Timbuk3                                                                                 | [ 18 ]            |
| 1988  | Jody Watley                 | - Breakfast Club - Cutting Crew - Terence Trent D'Arby - Swing Out Sister                                                       | [ 19 ]            |
| 1989  | Tracy Chapman               | - Rick Astley - Toni Childs - Take 6 - Vanessa L. Williams                                                                      | [ 20 ]            |
| 1990  | Milli Vanilli               | - Neneh Cherry - Indigo Girls - Soul II Soul - Tone Loc                                                                         | [ 22 ]            |
| 1991  | Mariah Carey                | - The Black Crowes - The Kentucky Headhunters - Wilson Phillips - Lisa Stansfield                                               | [ 23 ]            |
| 1992  | Marc Cohn                   | - Boyz II Men - C+C Music Factory - Color Me Badd - Seal                                                                        | [ 24 ]            |
| 1993  | Arrested Development        | - Billy Ray Cyrus - Sophie B. Hawkins - Kris Kross - Jon Secada                                                                 | [ 25 ]            |
| 1994  | Toni Braxton                | - Belly - Blind Melon - Digable Planets - SWV                                                                                   | [ 26 ]            |
| 1995  | Sheryl Crow                 | - Ace of Base - Counting Crows - Crash Test Dummies - Green Day                                                                 | [ 27 ]            |
| 1996  | Hootie and the Blowfish     | - Brandy - Alanis Morissette - Joan Osborne - Shania Twain                                                                      | [ 28 ]            |
| 1997  | LeAnn Rimes                 | - Garbage - Jewel - No Doubt - The Tony Rich Project                                                                            | [ 29 ]            |
| 1998  | Paula Cole                  | - Fiona Apple - Erykah Badu - Puff Daddy - Hanson                                                                               | [ 30 ]            |
| 1999  | Lauryn Hill                 | - Backstreet Boys - Andrea Bocelli - Dixie Chicks - Natalie Imbruglia                                                           | [ 31 ]            |
| 2000  | Christina Aguilera          | - Macy Gray - Kid Rock - Britney Spears - Susan Tedeschi                                                                        | [ 32 ]            |
| 2001  | Shelby Lynne                | - Brad Paisley - Papa Roach - Jill Scott - Sisqó                                                                                | [ 33 ]            |
| 2002  | Alicia Keys                 | - India.Arie - Nelly Furtado - David Gray - Linkin Park                                                                         | [ 34 ]            |
| 2003  | Norah Jones                 | - Ashanti - Michelle Branch - Avril Lavigne - John Mayer                                                                        | [ 35 ]            |
| 2004  | Evanescence                 | - 50 Cent - Fountains of Wayne - Heather Headley - Sean Paul                                                                    | [ 36 ]            |
| 2005  | Maroon 5                    | - Los Lonely Boys - Joss Stone - Kanye West - Gretchen Wilson                                                                   | [ 37 ]            |
| 2006  | John Legend                 | - Ciara - Fall Out Boy - Keane - Sugarland                                                                                      | [ 38 ]            |
| 2007  | Carrie Underwood            | - James Blunt - Chris Brown - Imogen Heap - Corinne Bailey Rae                                                                  | [ 39 ]            |
| 2008  | Amy Winehouse               | - Feist - Ledisi - Paramore - Taylor Swift                                                                                      | [ 40 ]            |
| 2009  | Adele                       | - Duffy - Jonas Brothers - Lady Antebellum - Jazmine Sullivan                                                                   | [ 41 ]            |
| 2010  | Zac Brown Band              | - Keri Hilson - MGMT - Silversun Pickups - The Ting Tings                                                                       | [ 42 ]            |
| 2011  | Esperanza Spalding          | - Justin Bieber - Drake - Florence and the Machine - Mumford & Sons                                                             | [ 43 ]            |
| 2012  | Bon Iver                    | - The Band Perry - J. Cole - Nicki Minaj - Skrillex                                                                             |                   |
| 2013  | Fun.                        | - Alabama Shakes - Hunter Hayes - The Lumineers - Frank Ocean                                                                   |                   |
| 2014  | Macklemore & Ryan Lewis     | - James Blake - Kendrick Lamar - Kacey Musgraves - Ed Sheeran                                                                   | [réf. nécessaire] |
| 2015  | Sam Smith                   | - Iggy Azalea - Bastille - Brandy Clark - Haim                                                                                  | [ 44 ]            |
| 2016  | Meghan Trainor              | - Courtney Barnett - James Bay - Sam Hunt - Tori Kelly                                                                          | [ 45 ]            |
| 2017  | Chance the Rapper           | - Kelsea Ballerini - The Chainsmokers - Maren Morris - Anderson .Paak                                                           | [ 46 ]            |
| 2018  | Alessia Cara                | - Khalid - Lil Uzi Vert - Julia Michaels - SZA                                                                                  | [ 47 ]            |
| 2019  | Dua Lipa                    | - Chloe x Halle - Luke Combs - Greta Van Fleet - H.E.R. - Margo Price - Bebe Rexha - Jorja Smith                                | [ 48 ]            |
| 2020  | Billie Eilish               | - Black Pumas - Lil Nas X - Lizzo - Maggie Rogers - Rosalía - Tank and the Bangas - Yola                                        | [ 49 ]            |
| 2021  | Megan Thee Stallion         | - Ingrid Andress - Phoebe Bridgers - Noah Cyrus - Chika - D Smoke - Doja Cat - Kaytranada                                       |                   |
| 2022  | Olivia Rodrigo              | - Arooj Aftab - Jimmie Allen - Baby Keem - Finneas - Glass Animals - Japanese Breakfast - The Kid Laroi - Arlo Parks - Saweetie |                   |
| 2023  | Samara Joy                  | - Anitta - Omar Apollo - Domi and JD Beck - Muni Long - Latto - Måneskin - Tobe Nwigwe - Molly Turtle - Wet Leg                 |                   |
| 2024  | Victoria Monét              | - Gracie Abrams - Fred Again - Ice Spice - Jelly Roll - Coco Jones - Noah Kahan - The War and Treaty                            |                   |
| 2025  | Chappell Roan               | - Benson Boone - Sabrina Carpenter - Doechii - Khruangbin - Raye - Shaboozey - Teddy Swims                                      |                   |

## Galerie des artistes récompensés

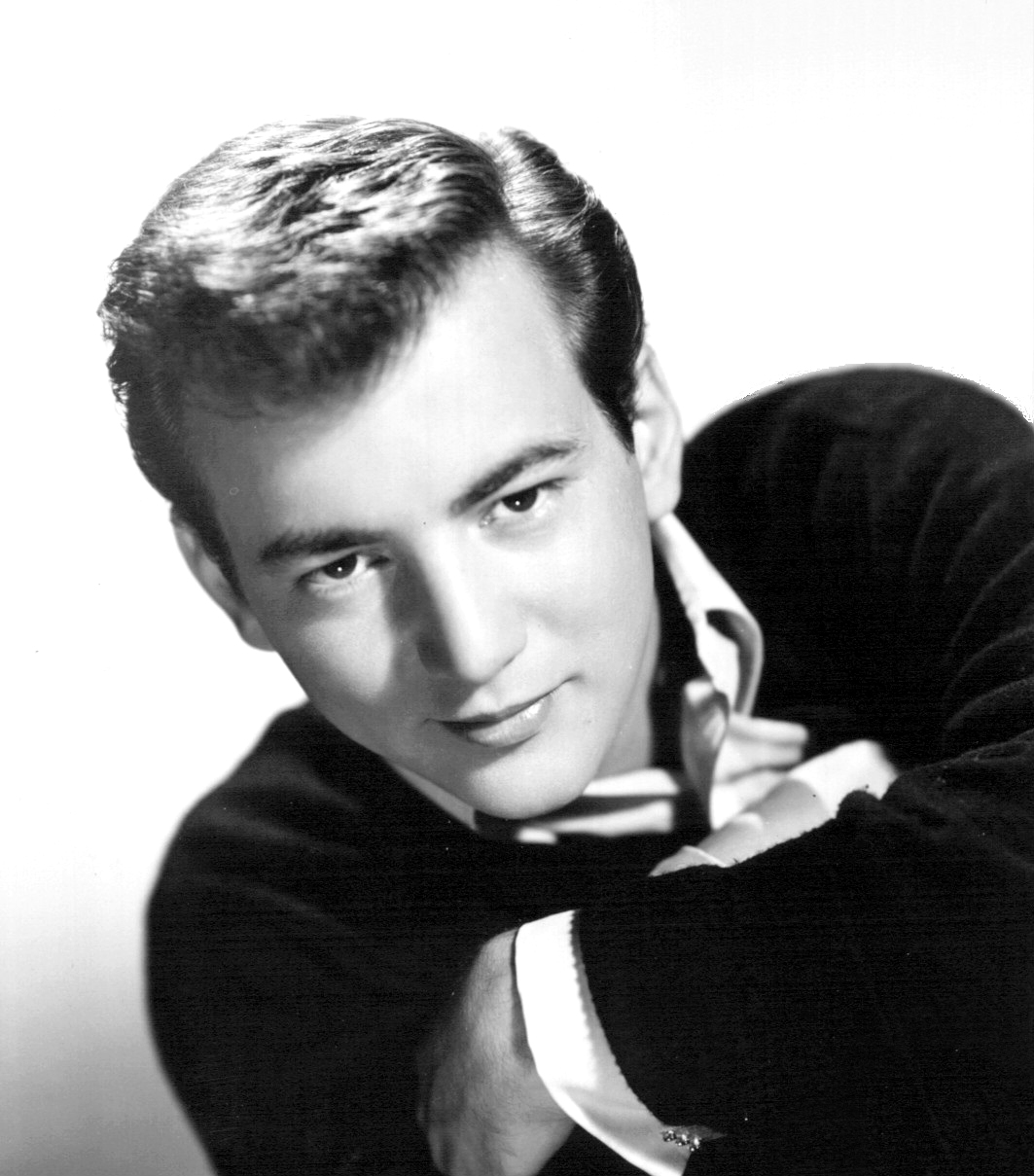
Bobby Darin, 1959.
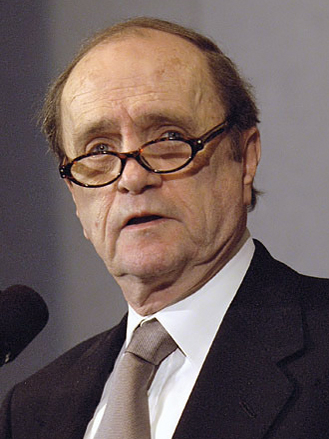
Bob Newhart, 1961.
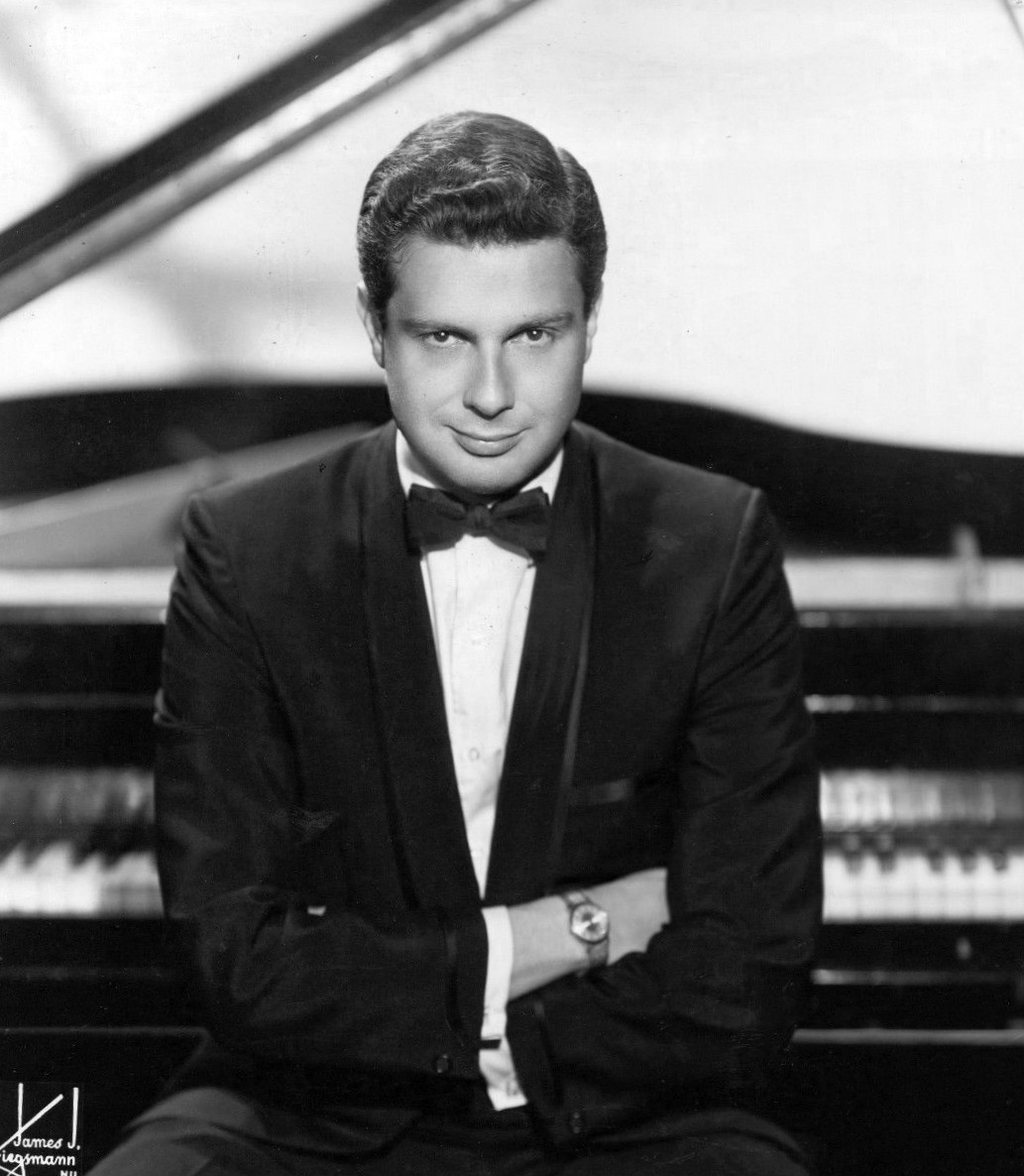
Peter Nero, 1962.
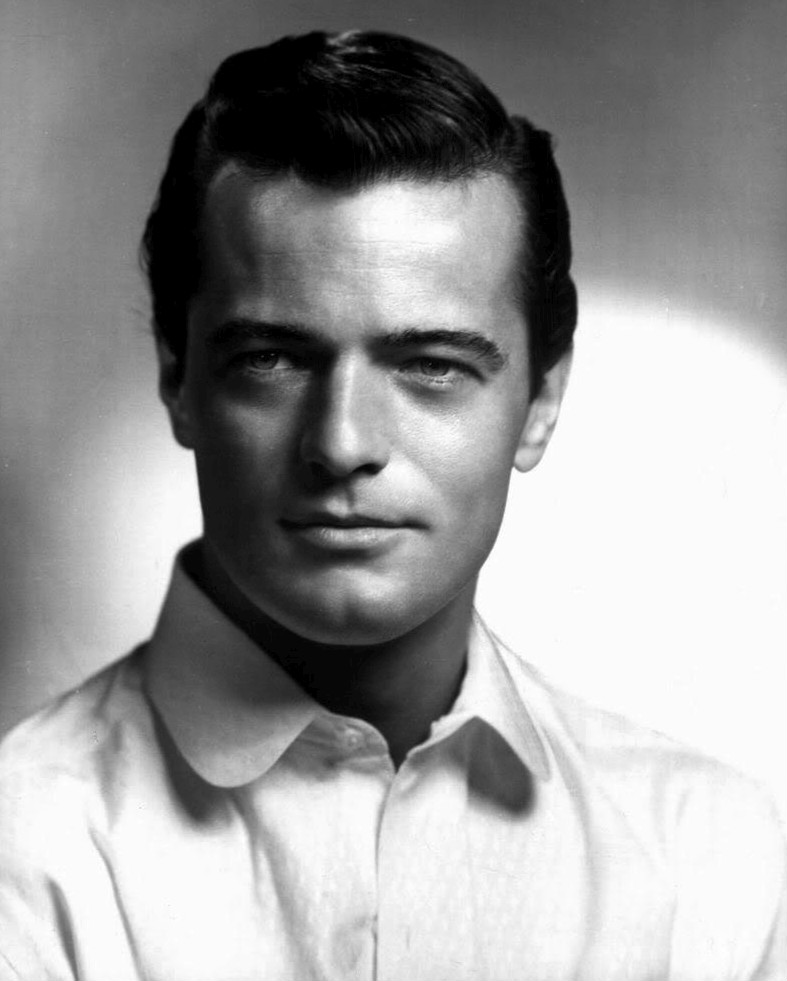
Robert Goulet, 1963.
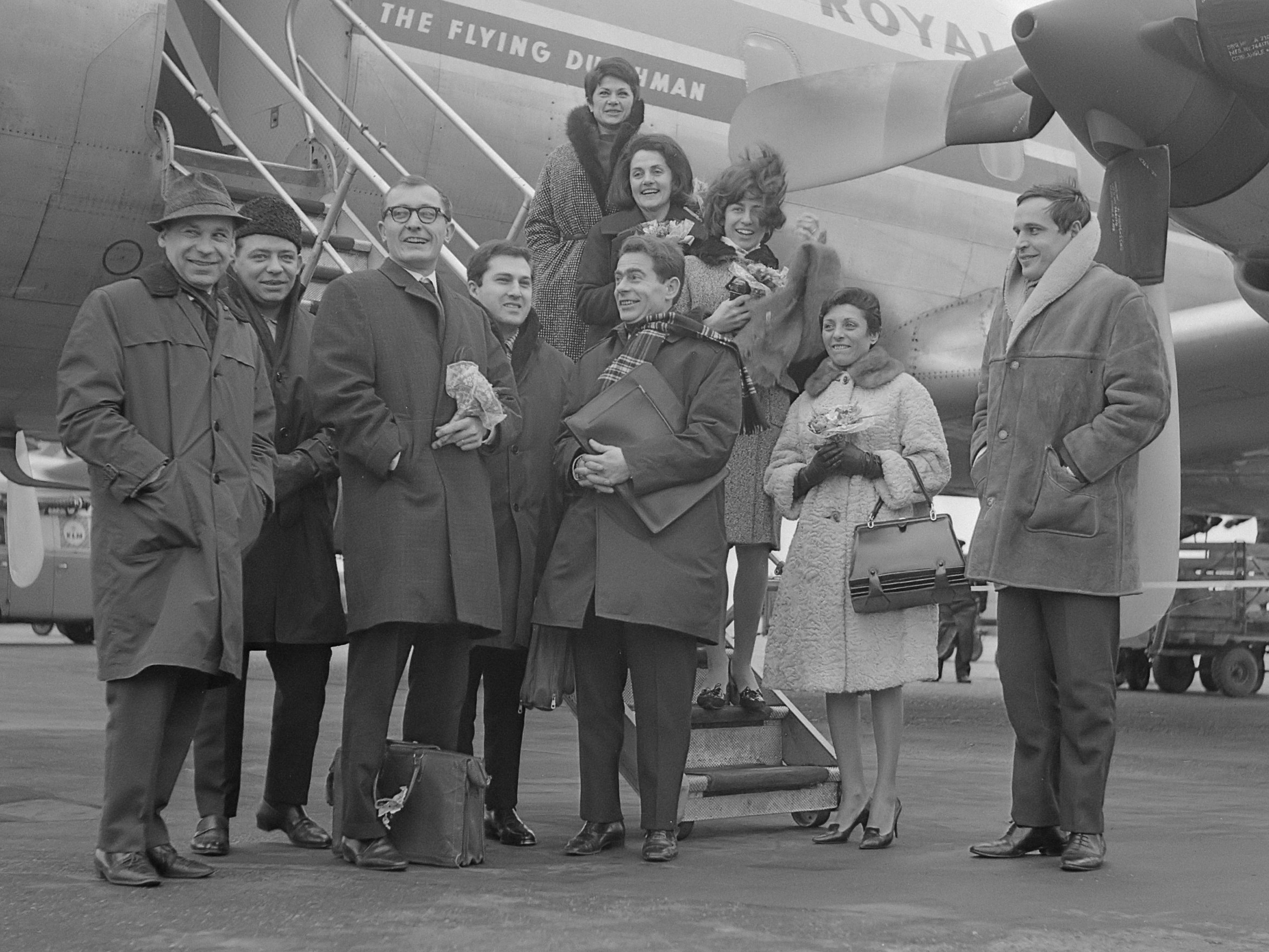
The Swingle Singers, 1964.
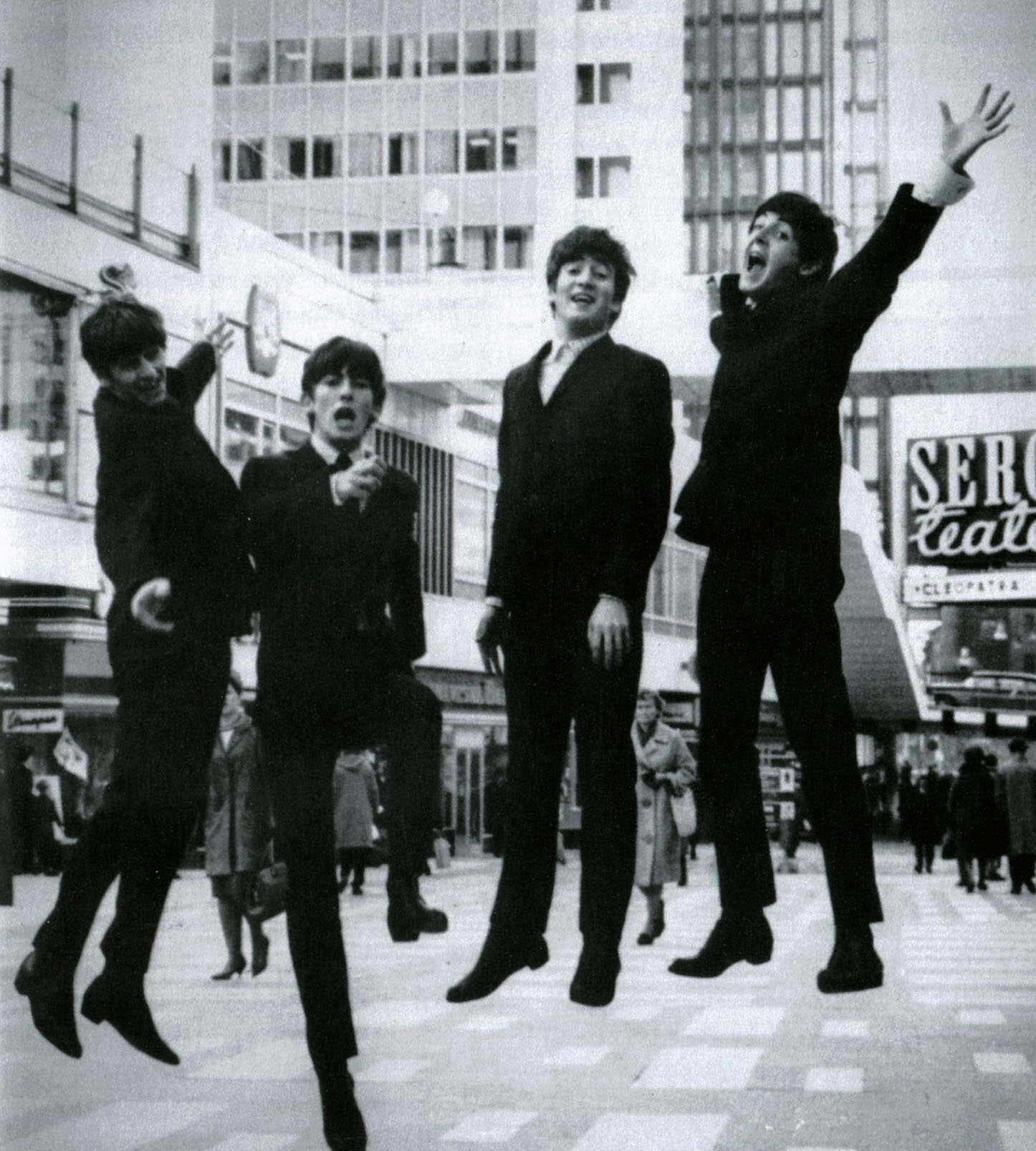
The Beatles, 1965.
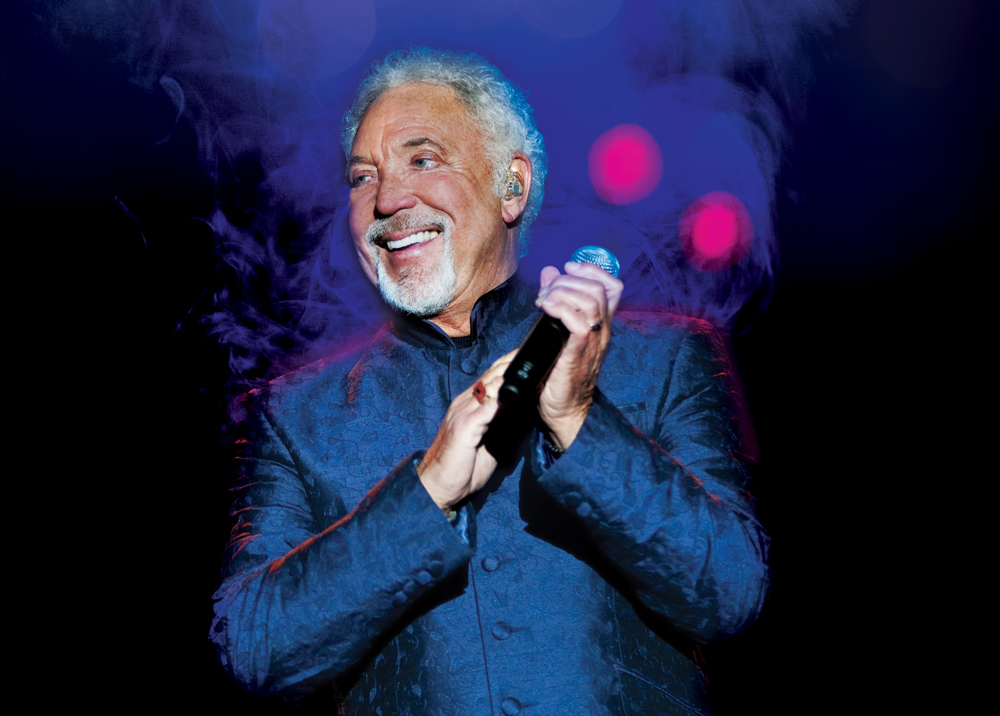
Tom Jones, 1966.
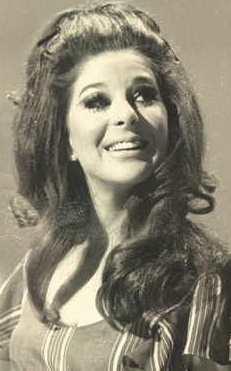
Bobbie Gentry, 1968.
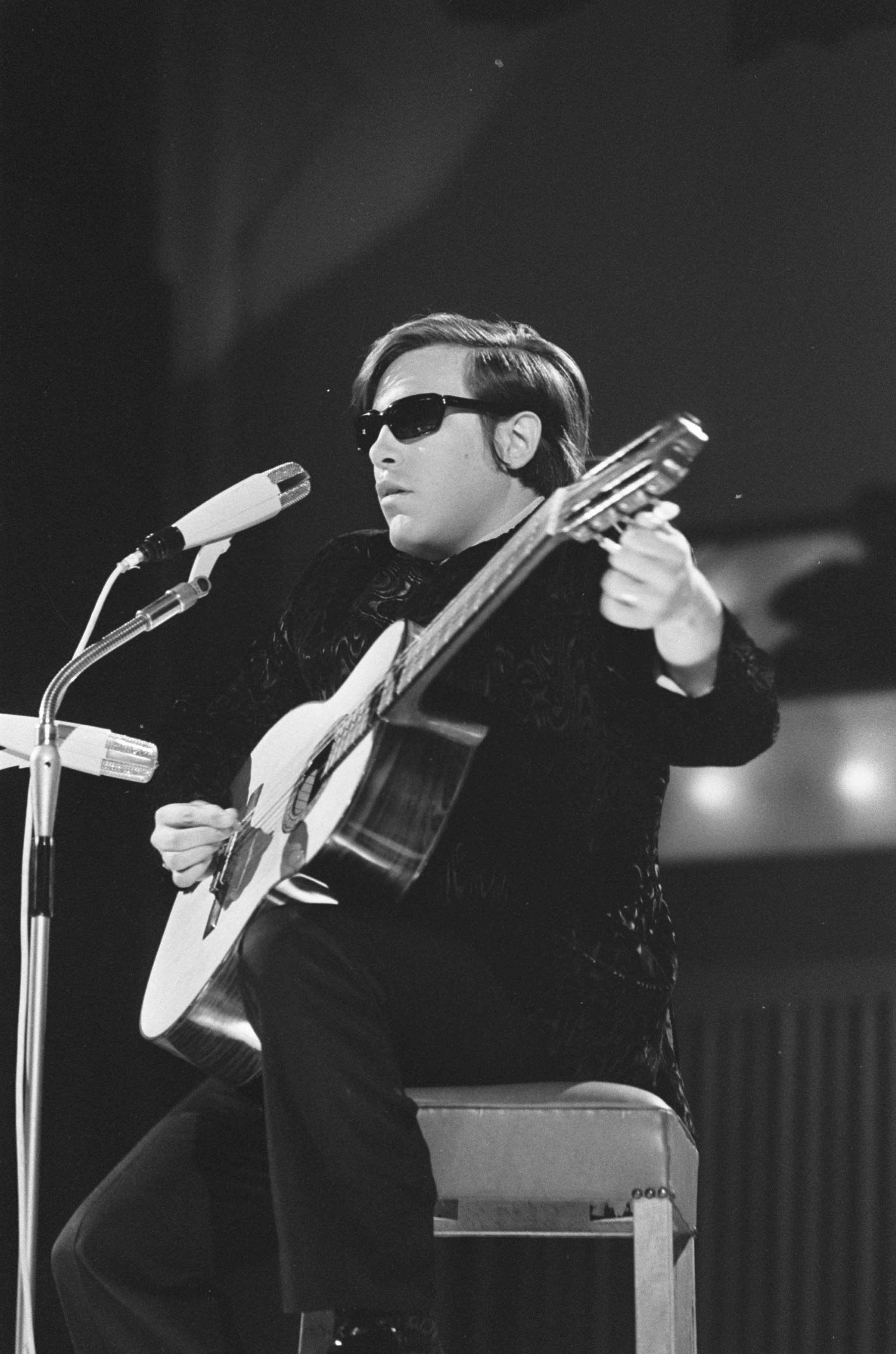
José Feliciano, 1969.
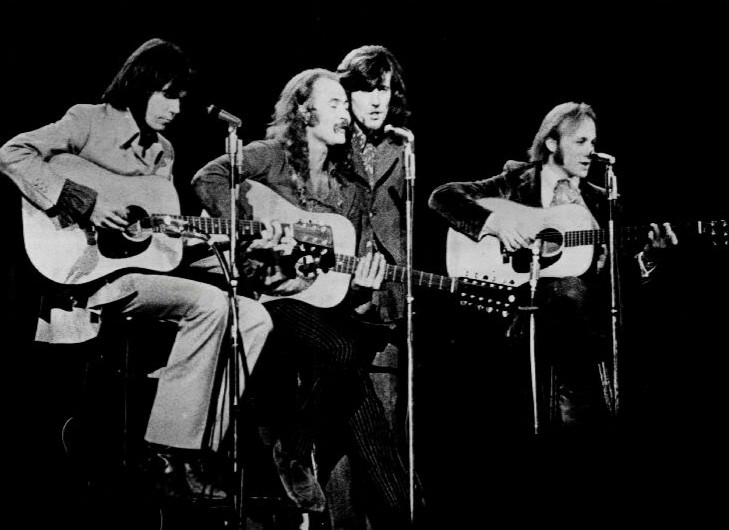
Crosby, Stills, Nash and Young, 1970.
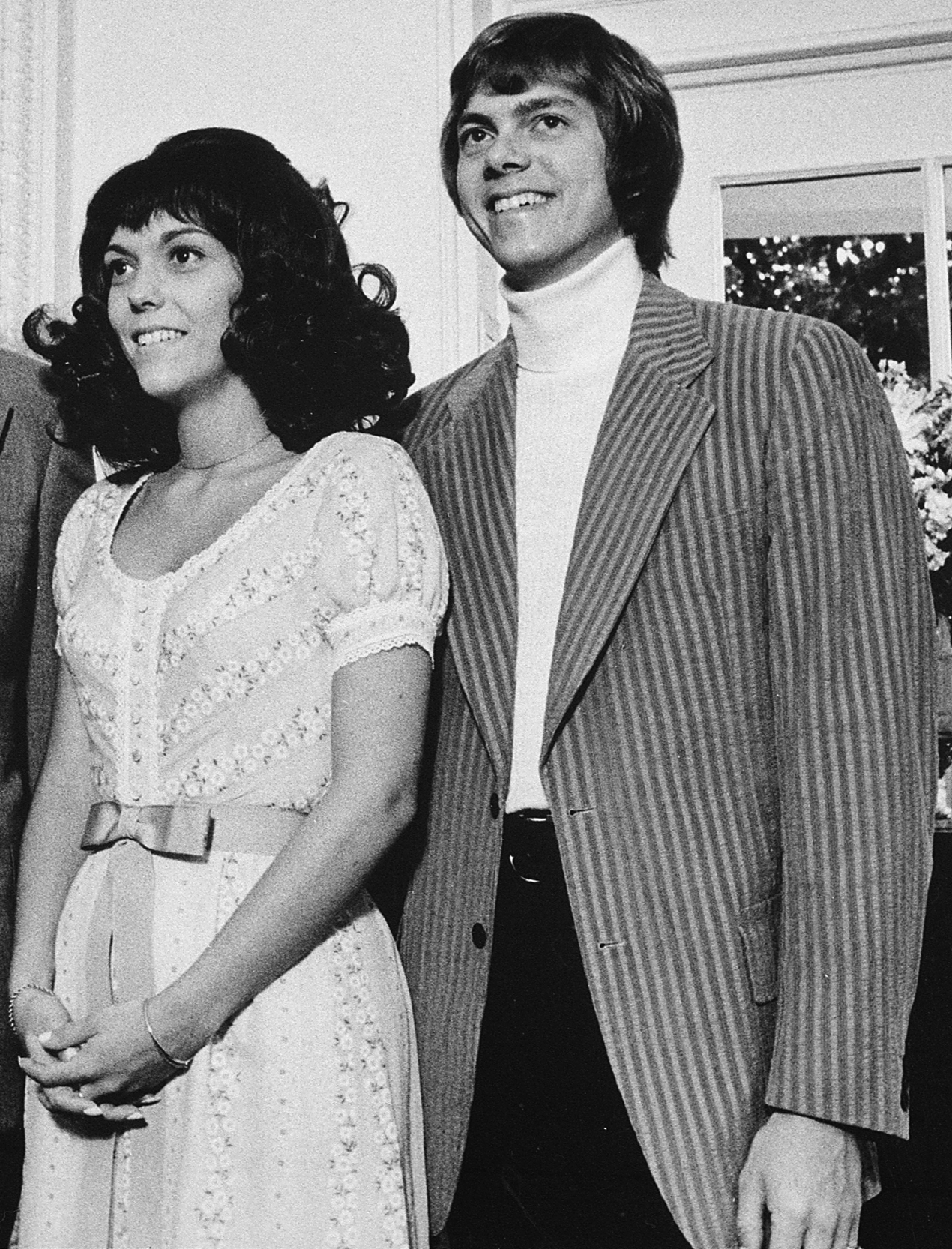
The Carpenters, 1971.
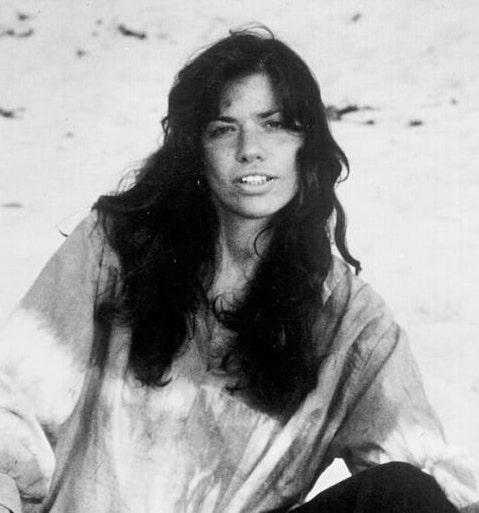
Carly Simon, 1972.
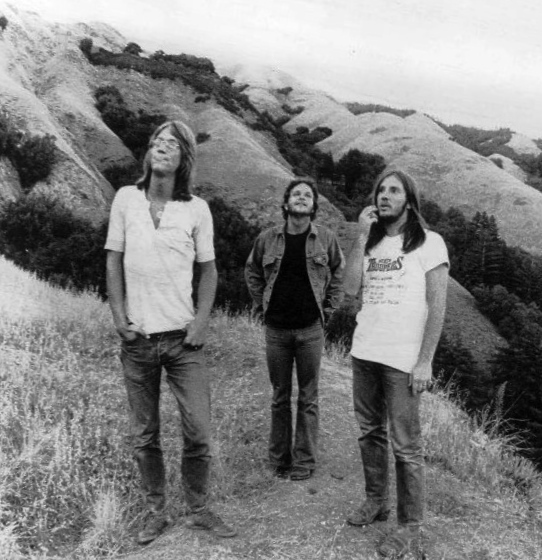
America, 1973.
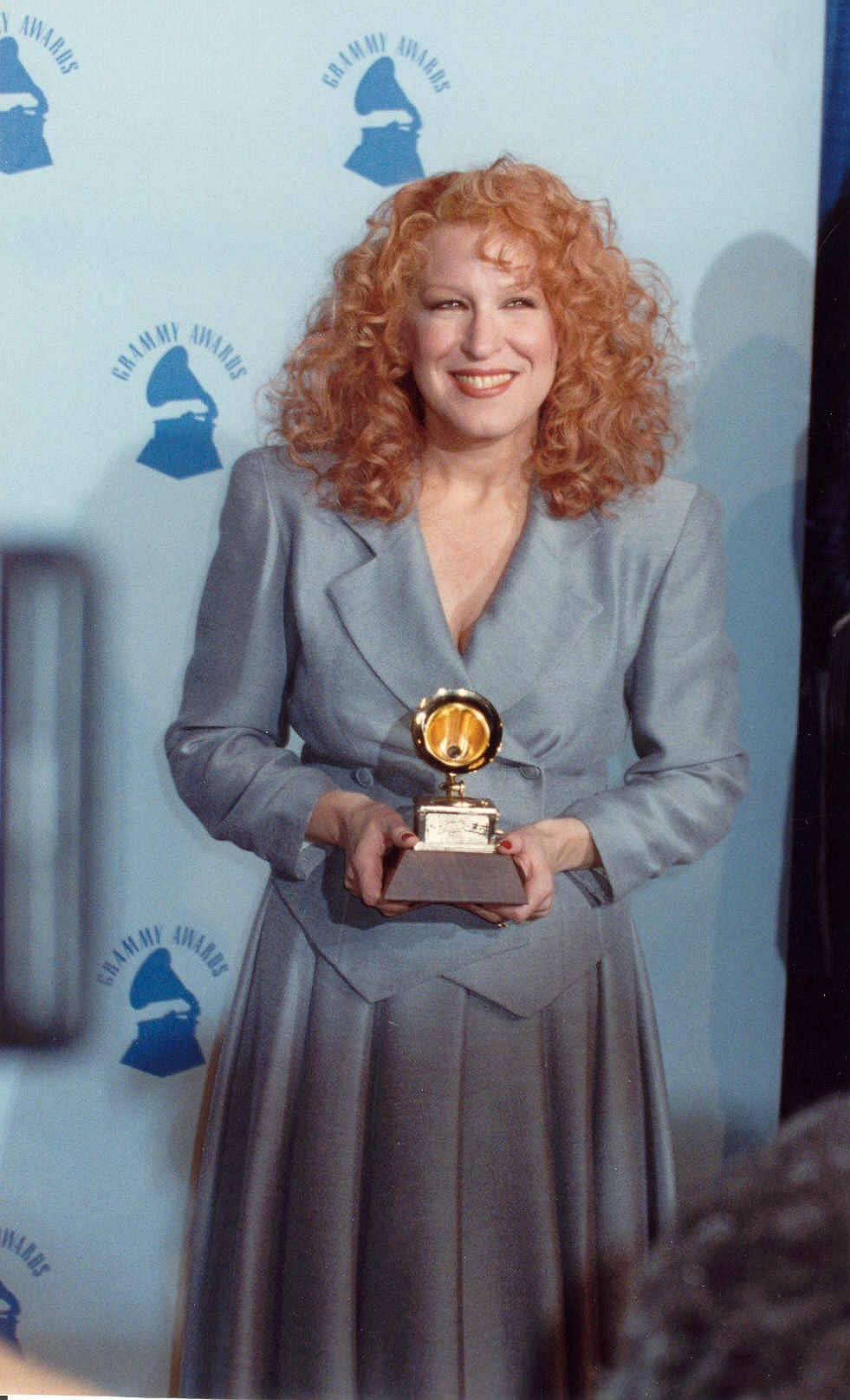
Bette Midler, 1974.
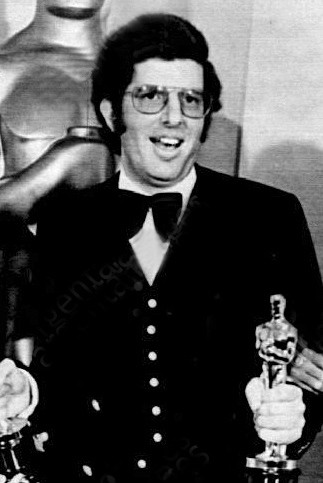
Marvin Hamlisch, 1975.
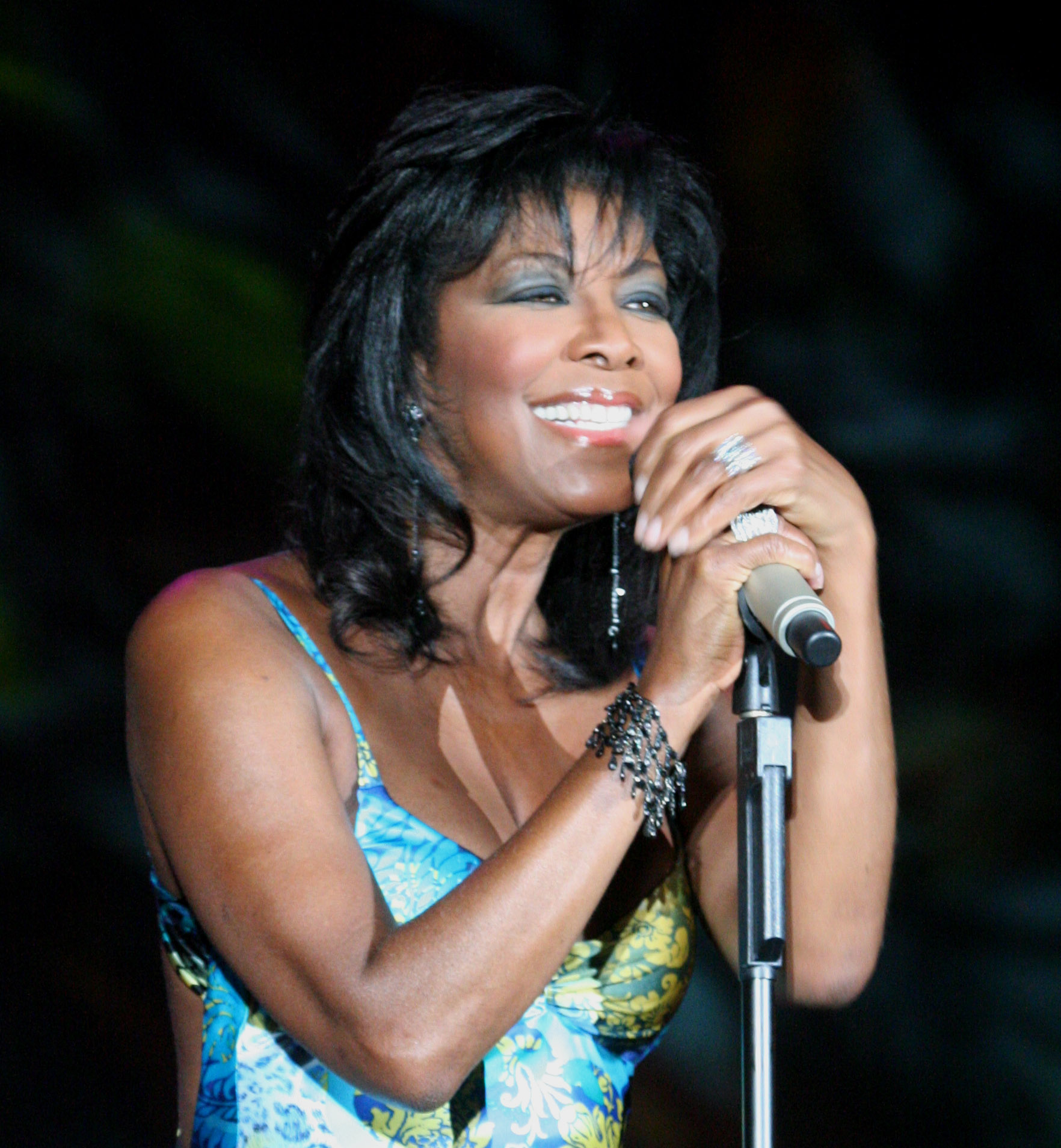
Natalie Cole, 1976.
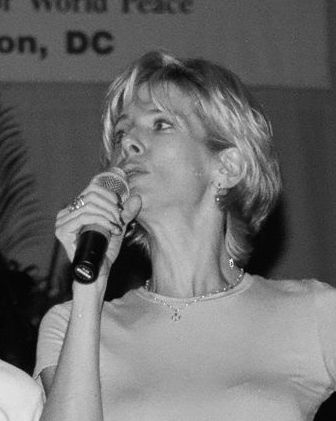
Debby Boone, 1978.
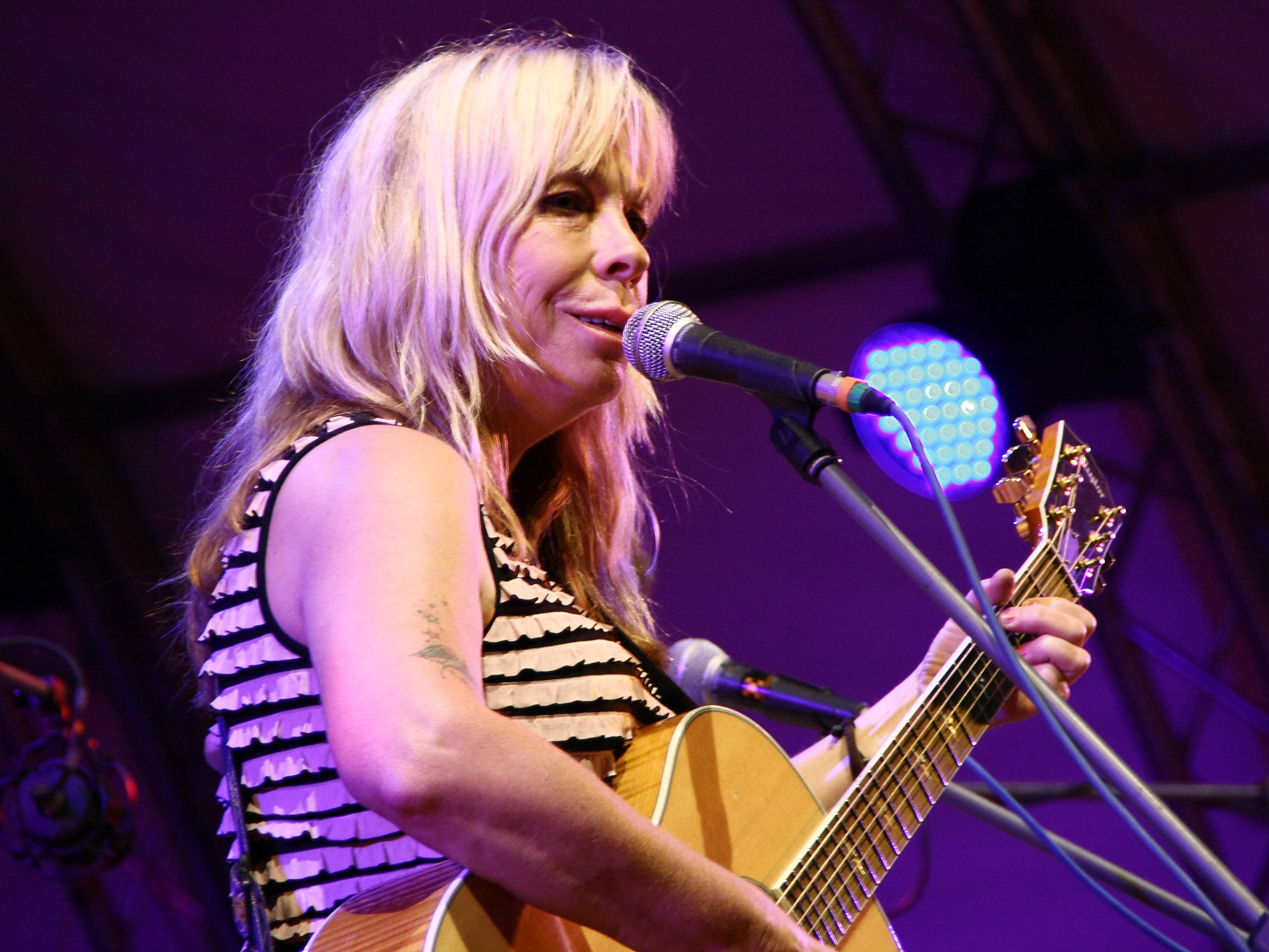
Rickie Lee Jones, 1980.
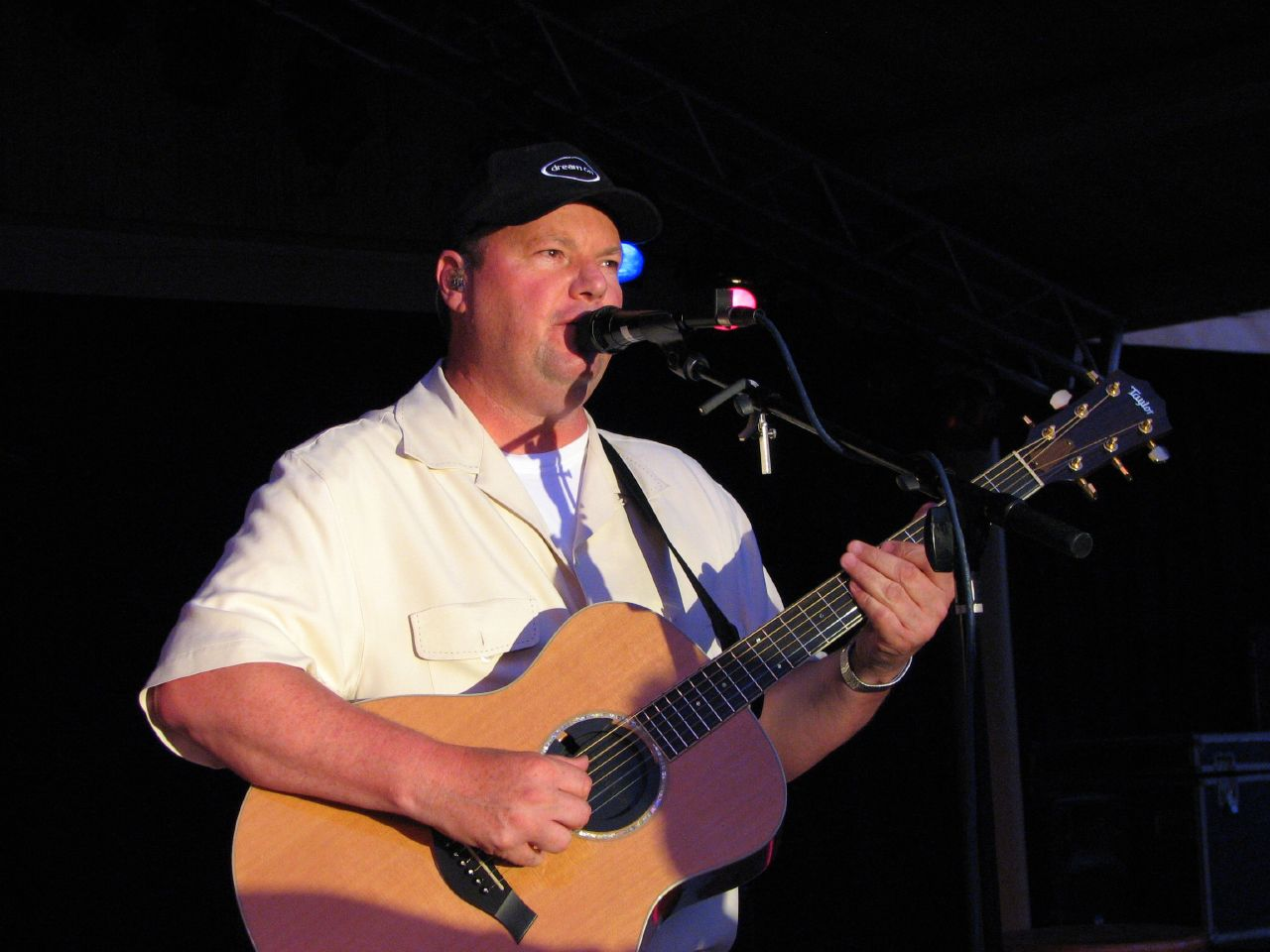
Christopher Cross, 1981.
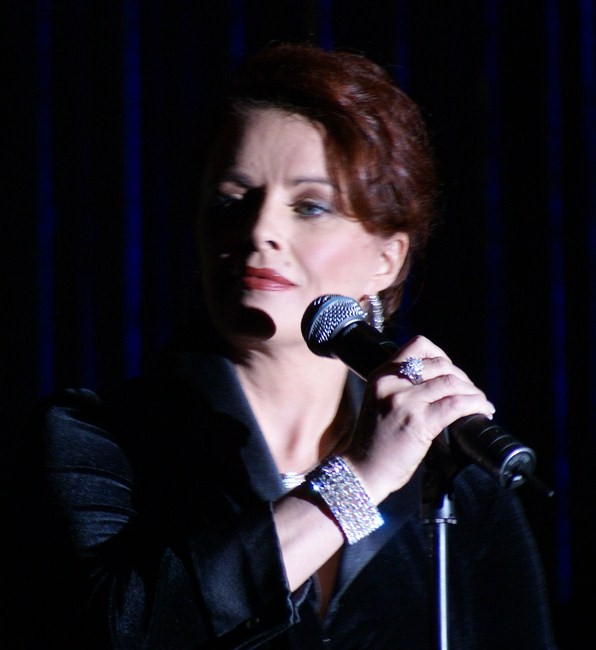
Sheena Easton, 1982.
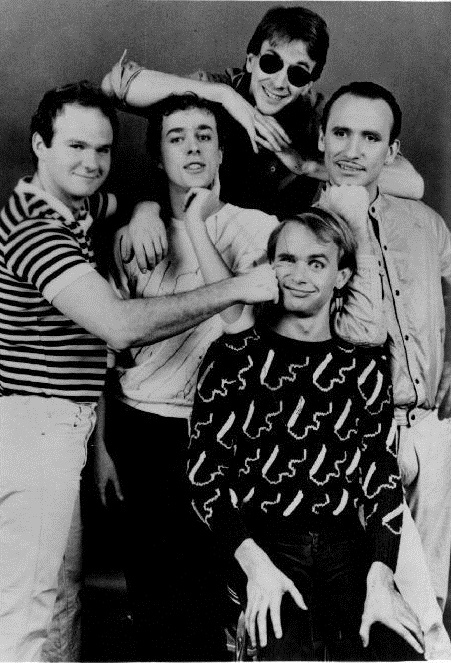
Men at Work, 1983.
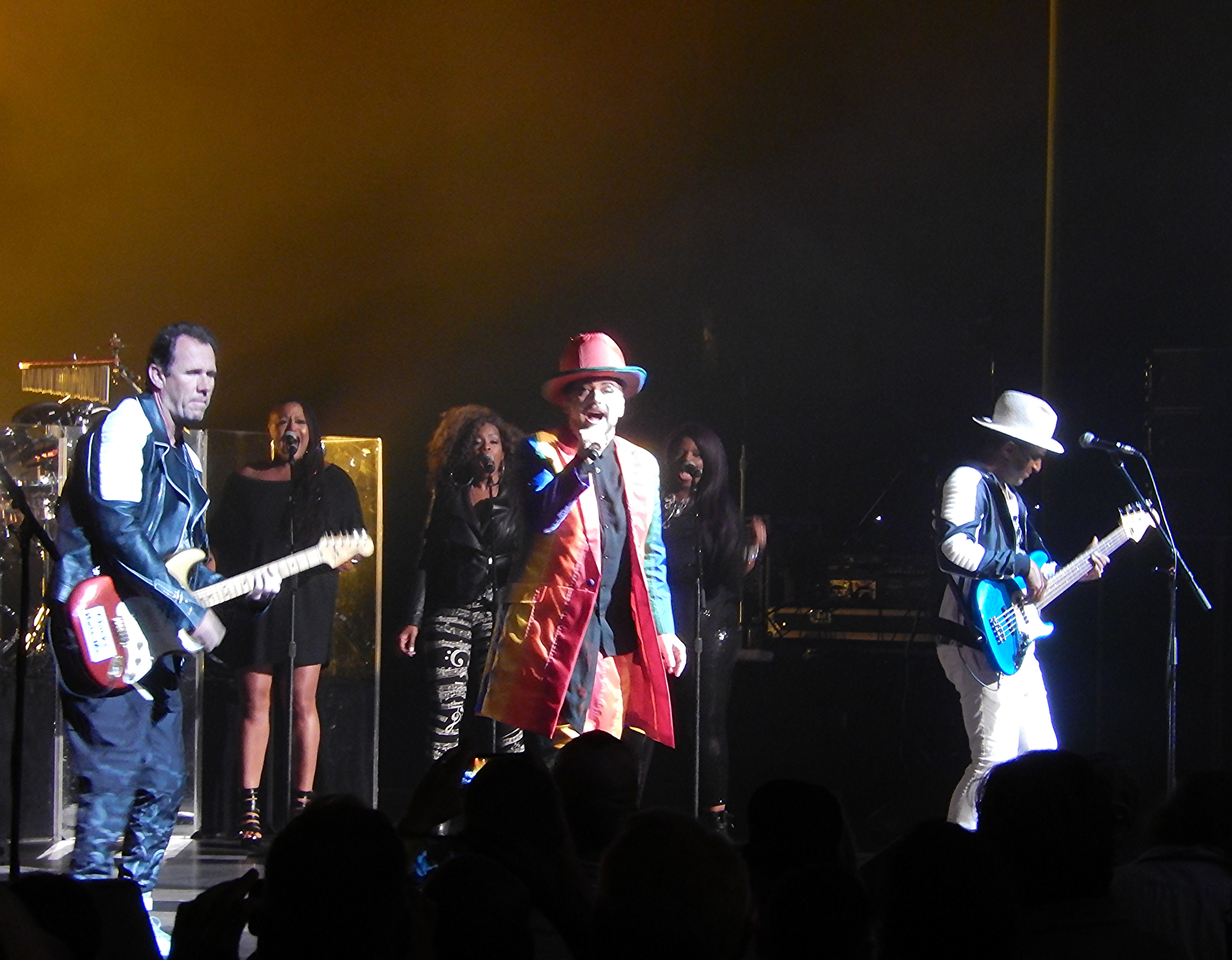
Culture Club, 1984.
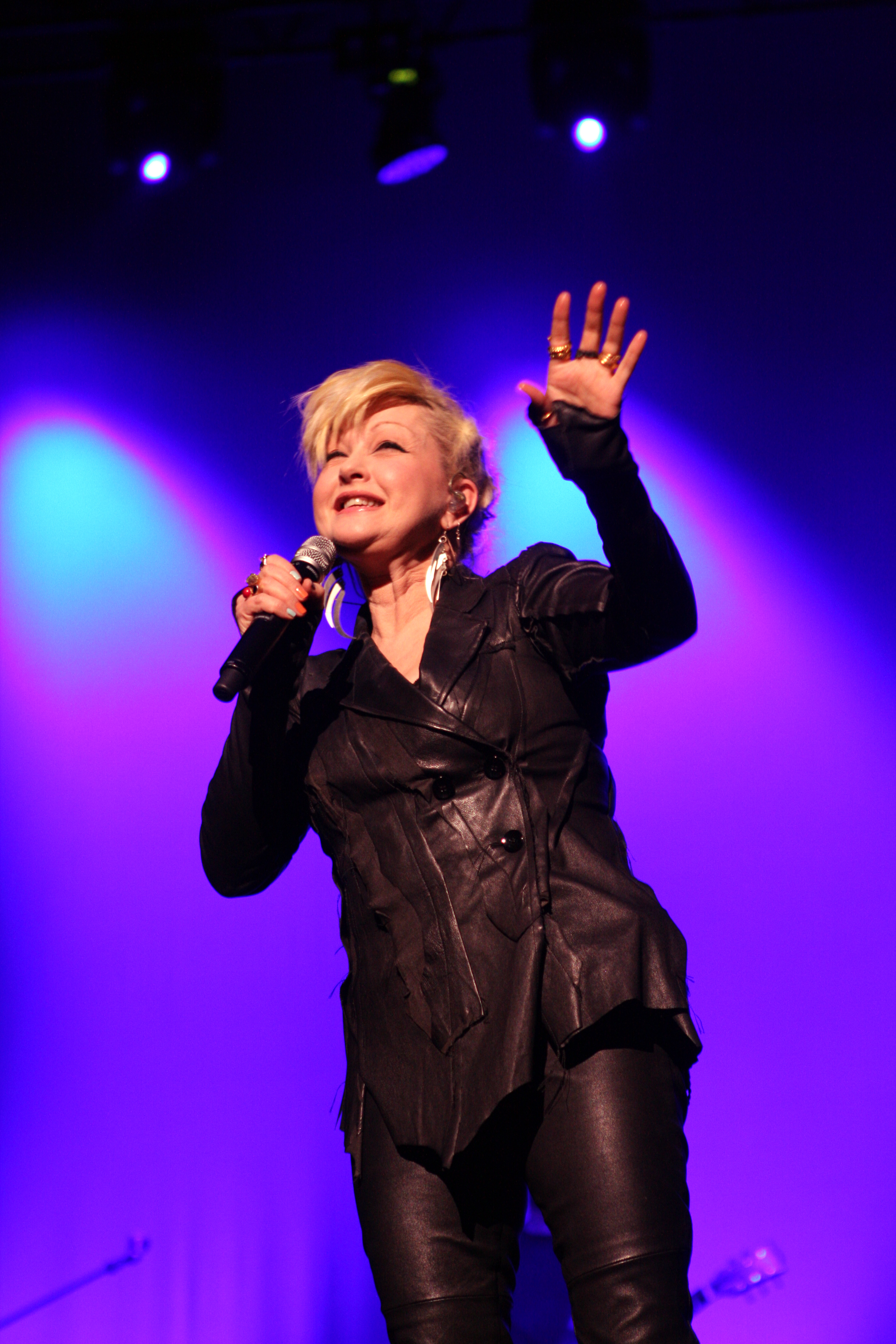
Cyndi Lauper, 1985.
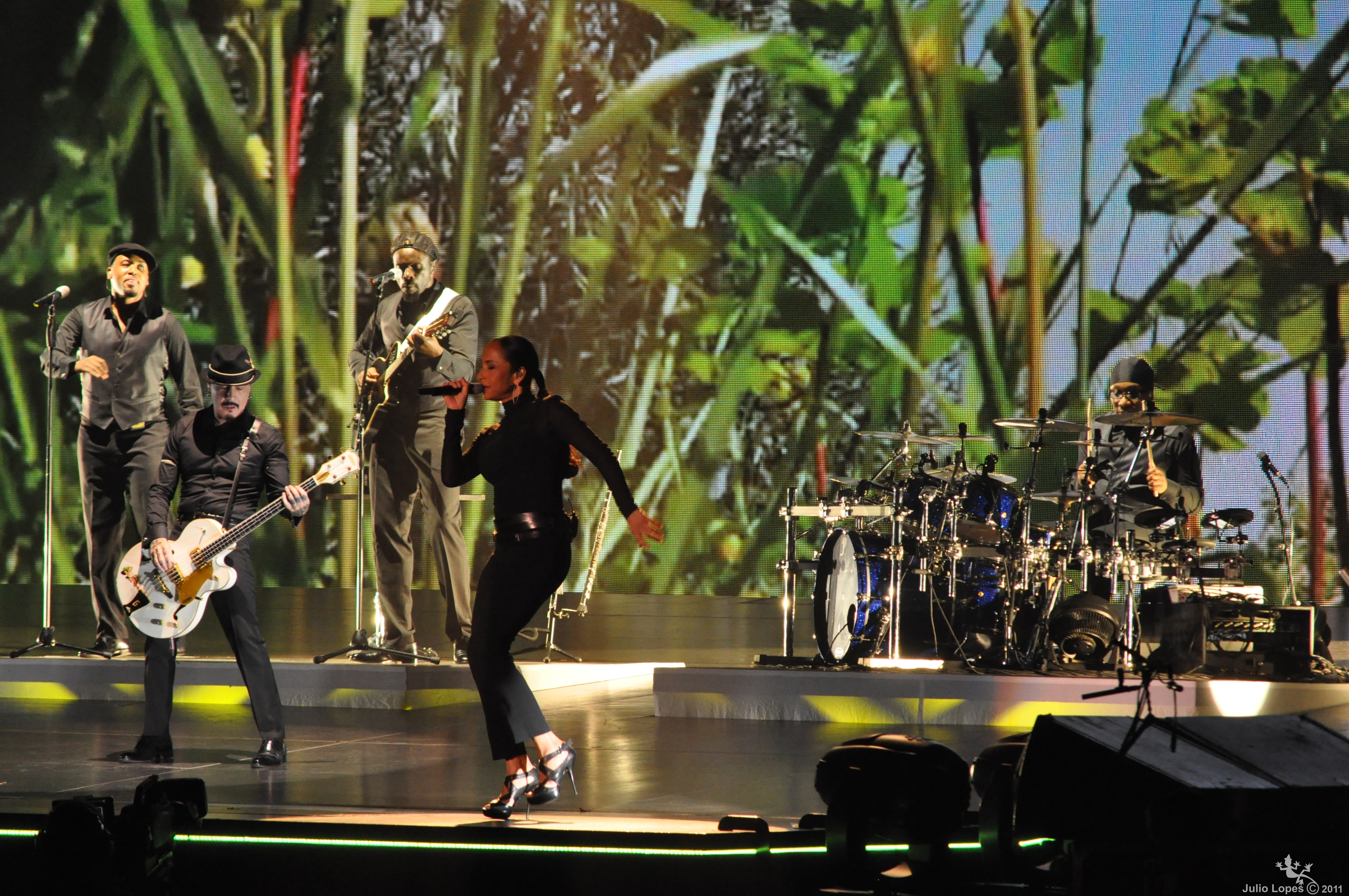
Sade, 1986.
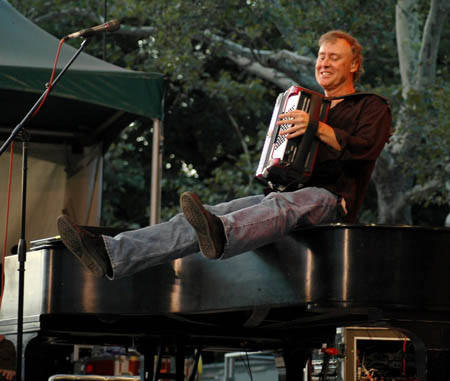
Bruce Hornsby and the Range, 1987.
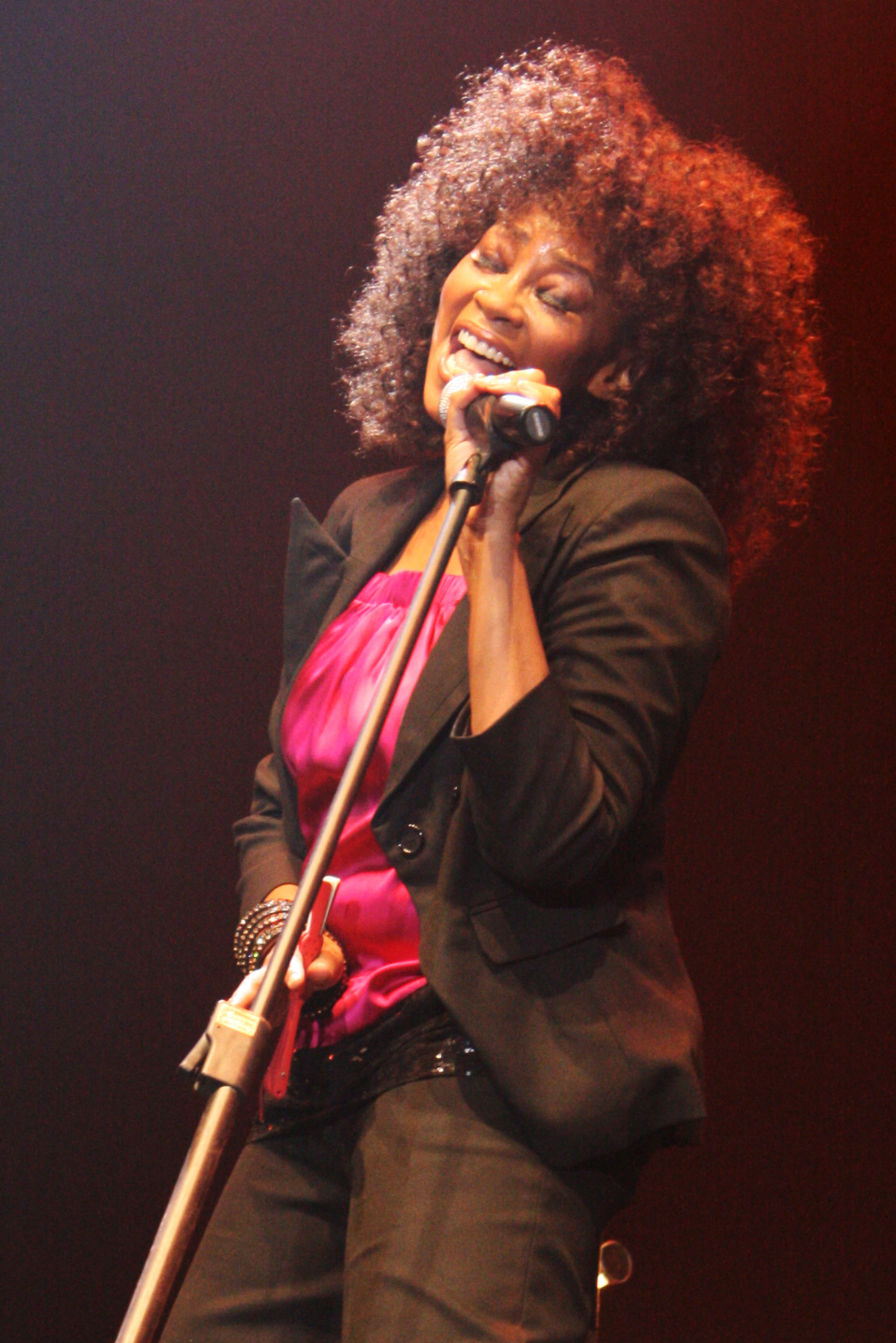
Jody Watley, 1988.
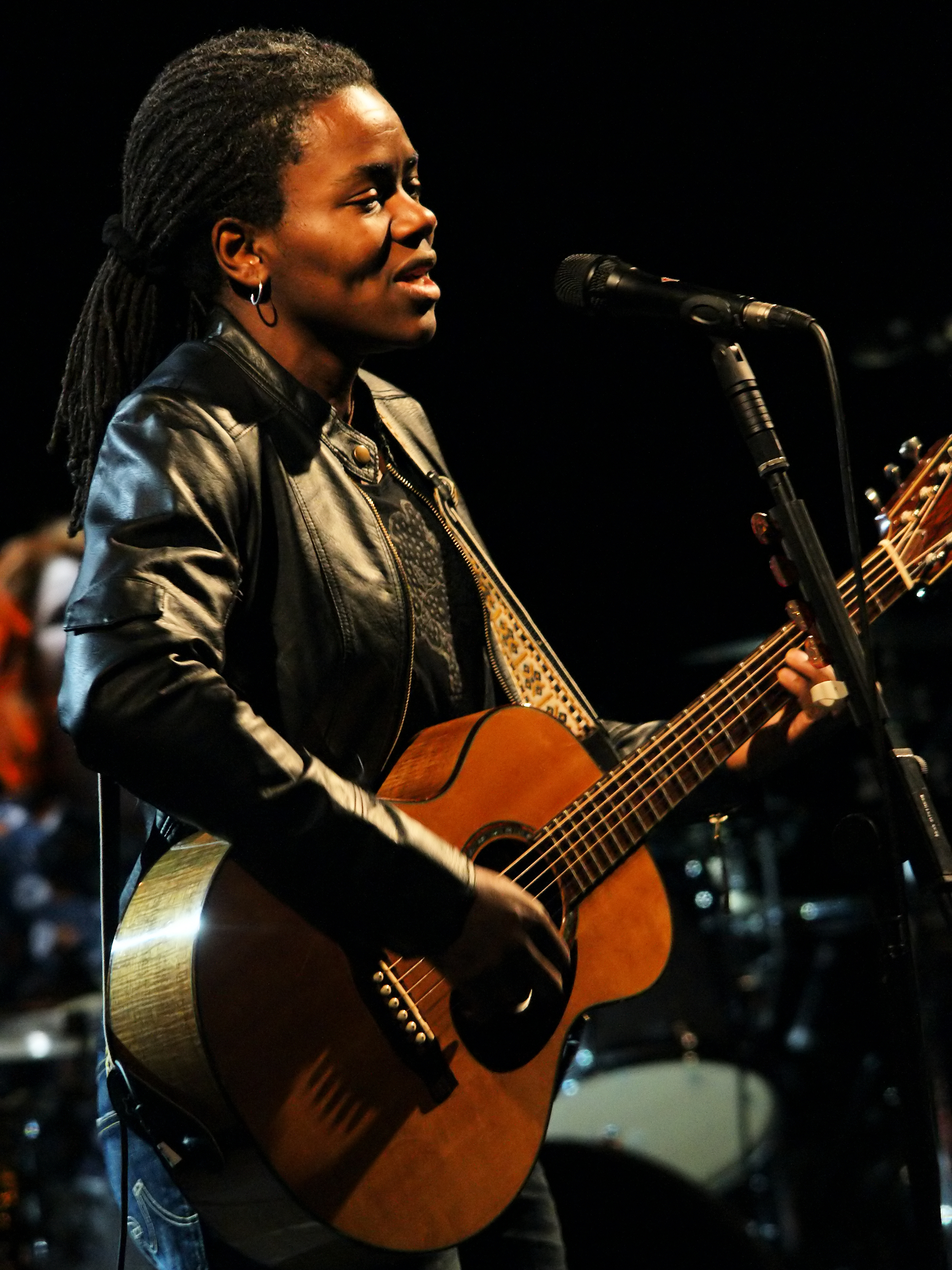
Tracy Chapman, 1989.
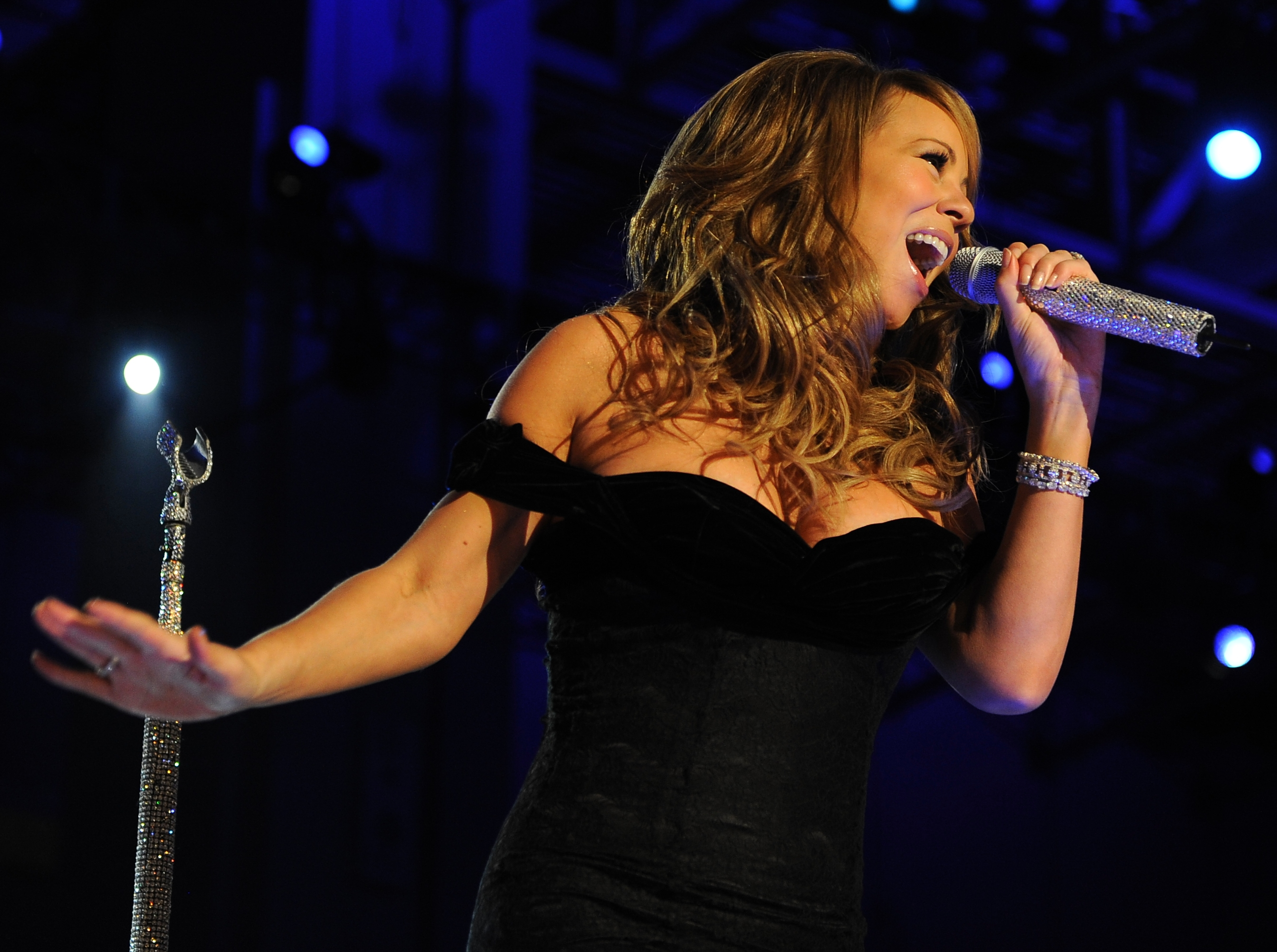
Mariah Carey, 1991.
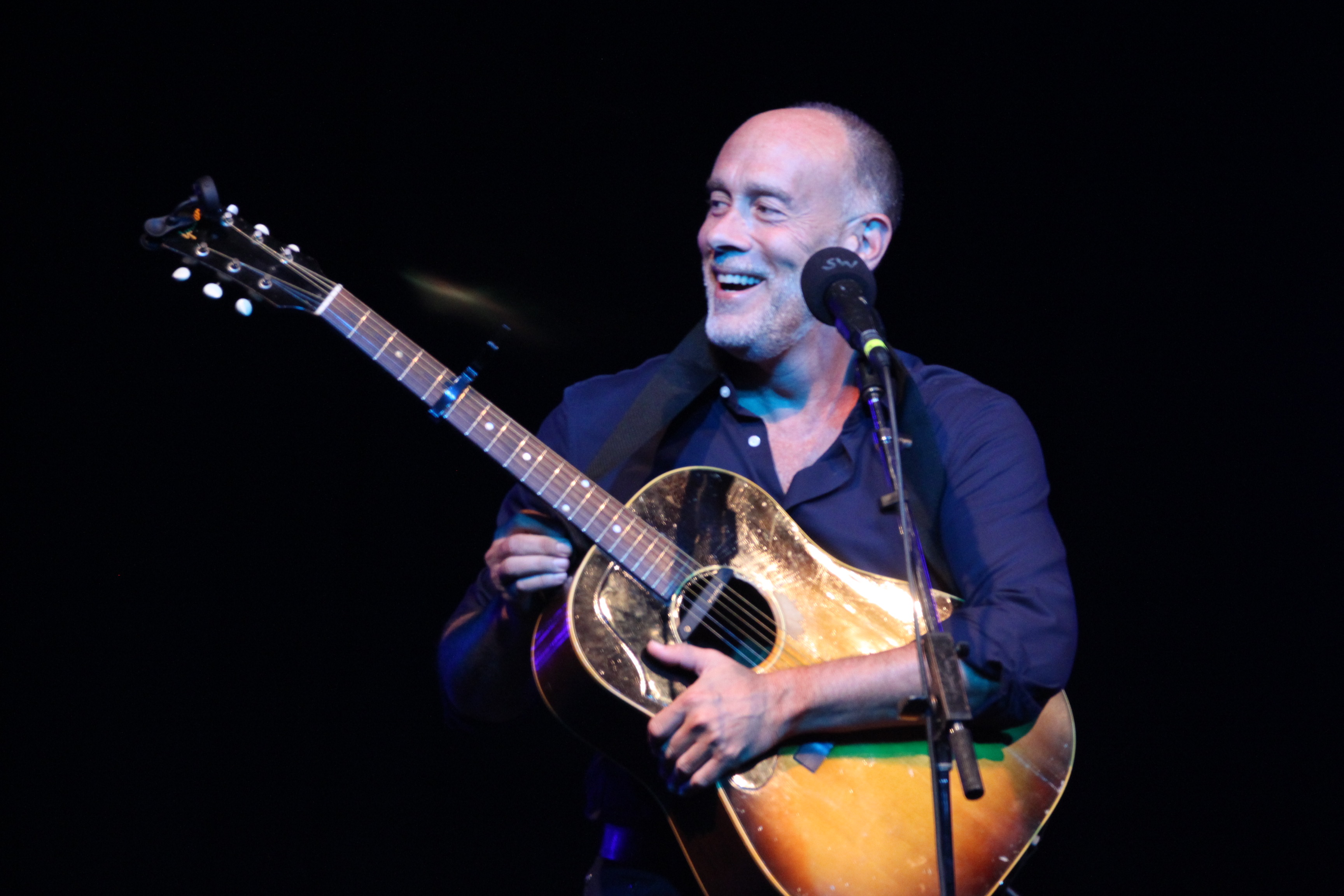
Marc Cohn, 1992.
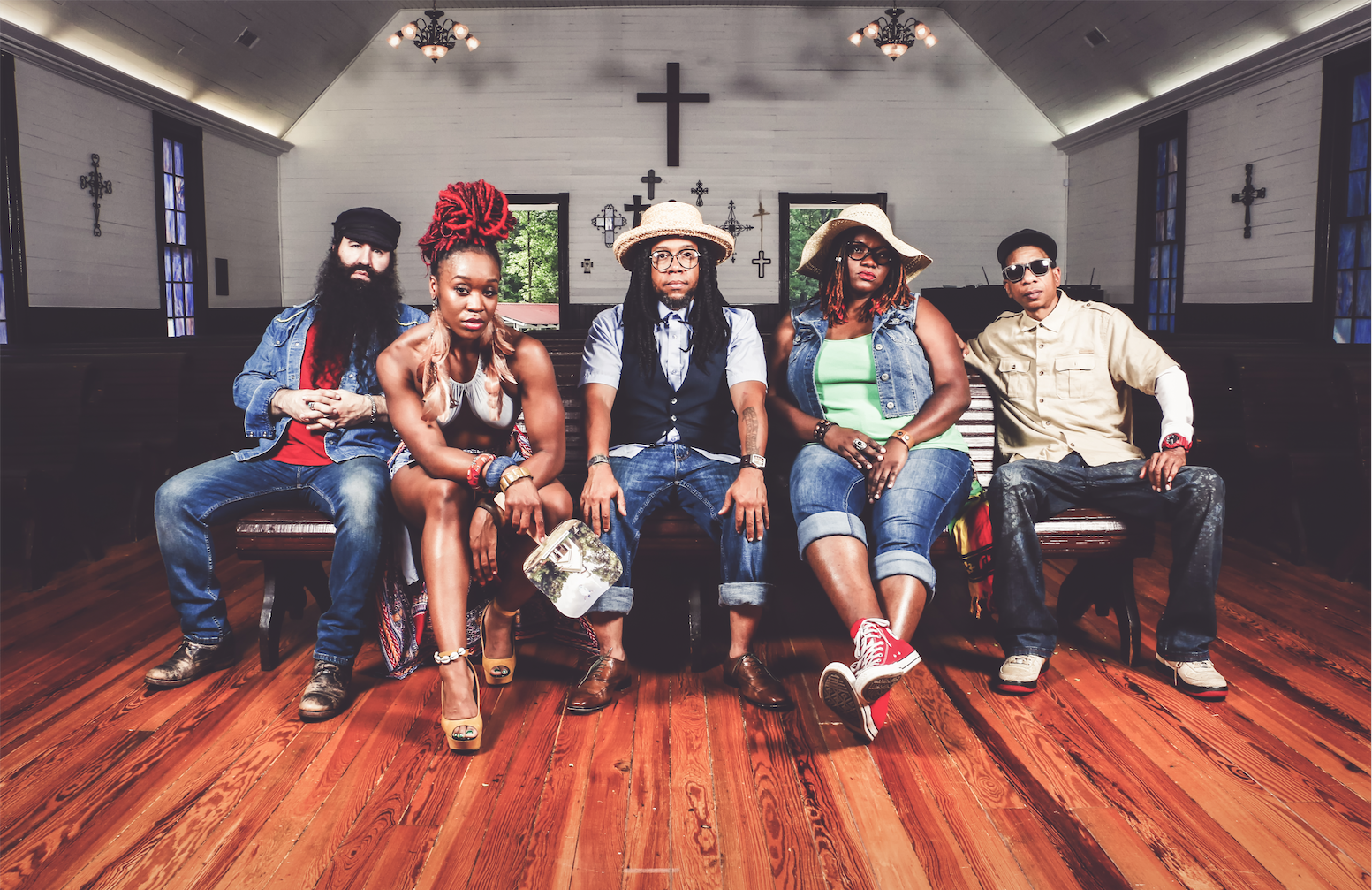
Arrested Development, 1993.
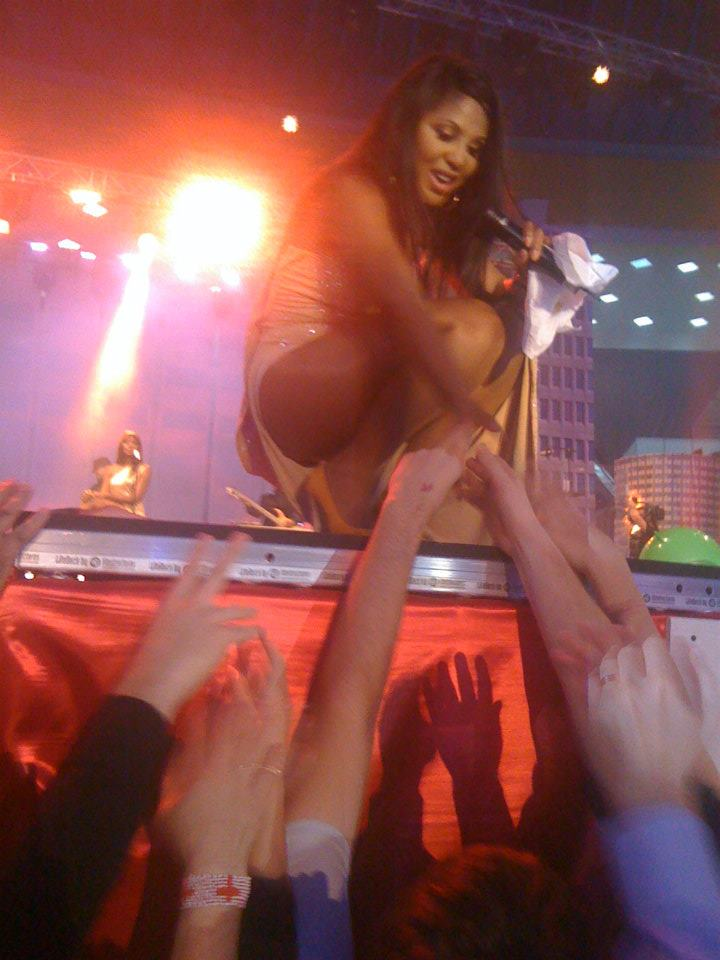
Toni Braxton, 1994.
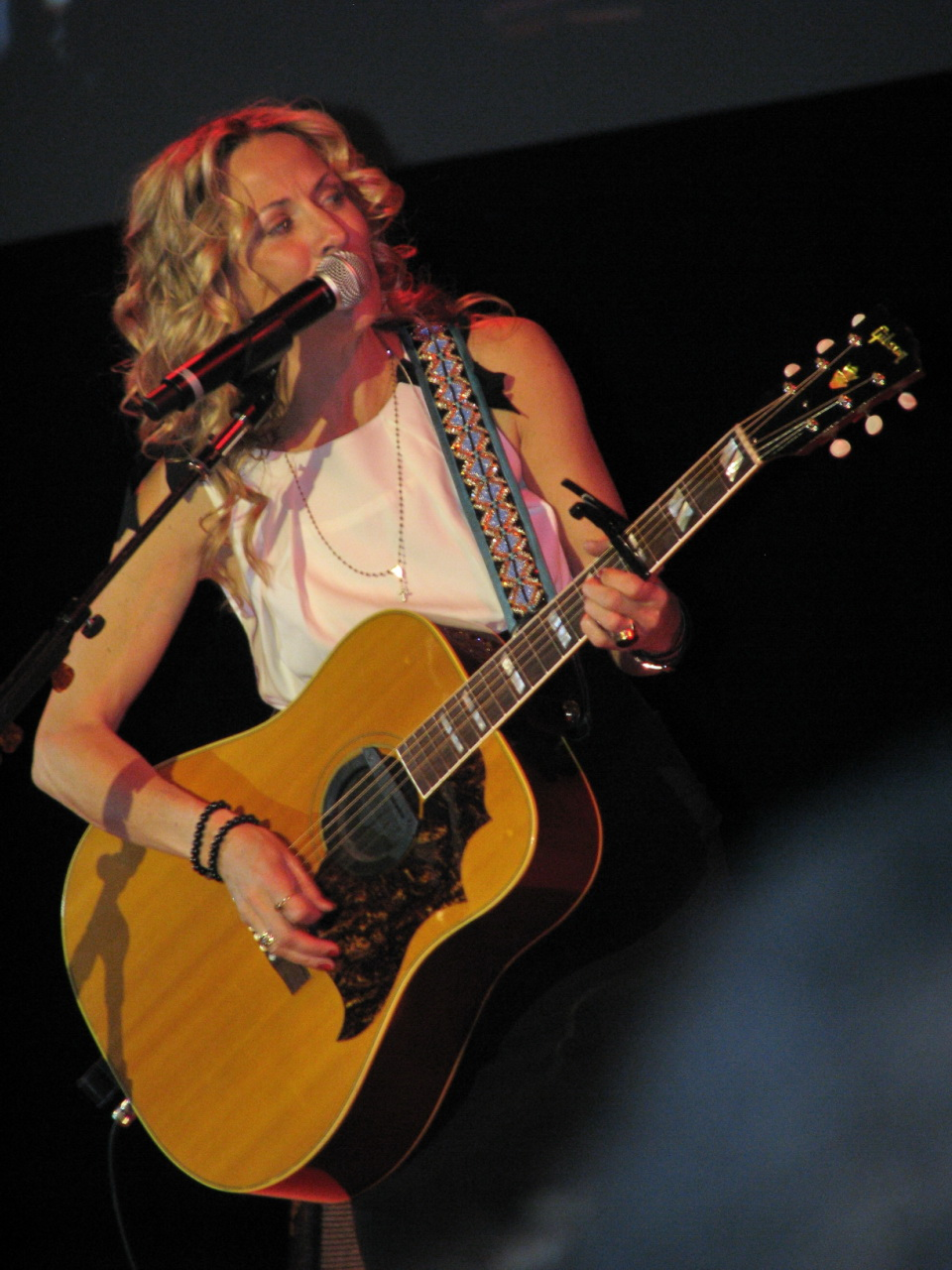
Sheryl Crow, 1995.
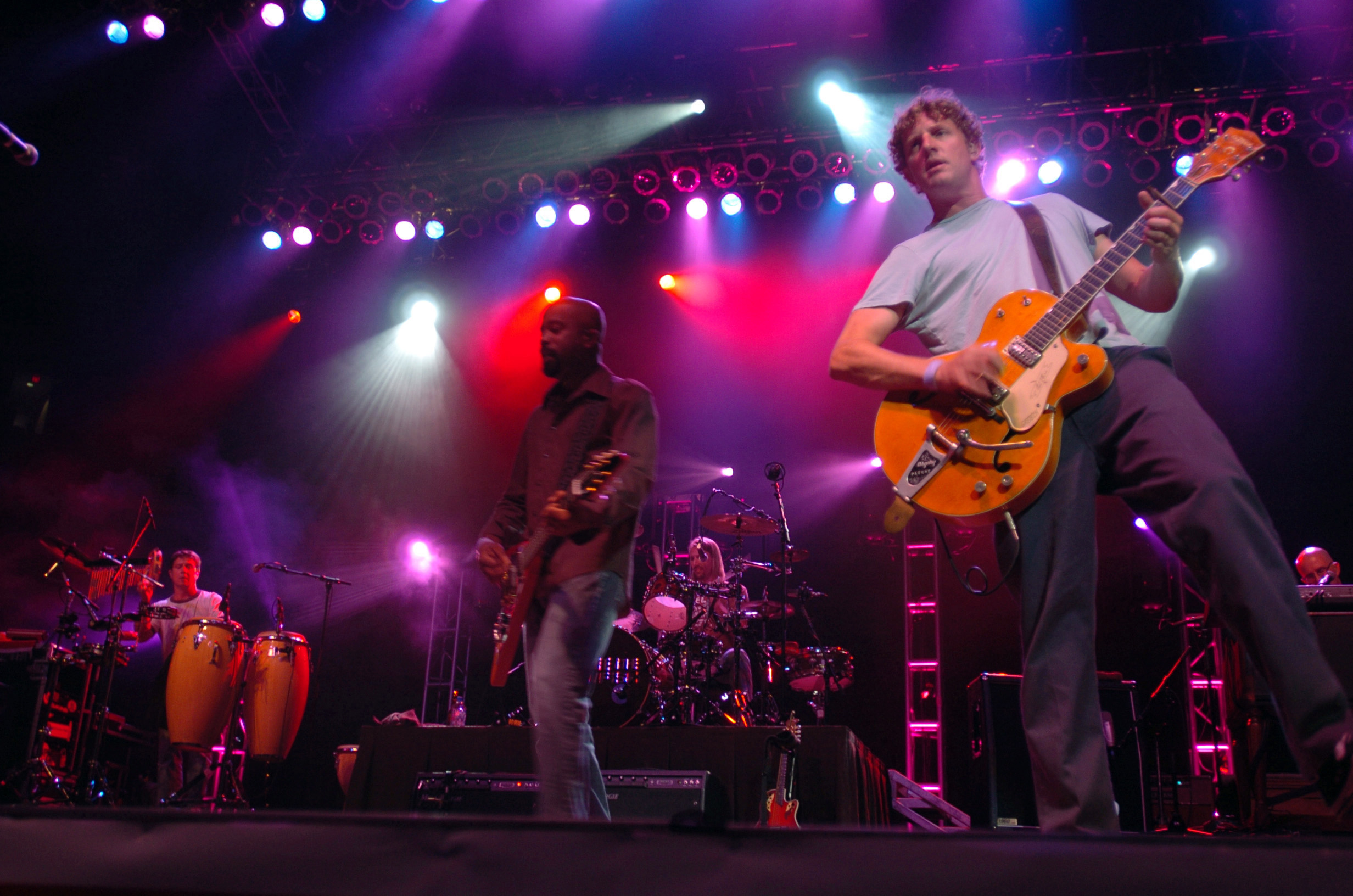
Hootie and the Blowfish, 1996.
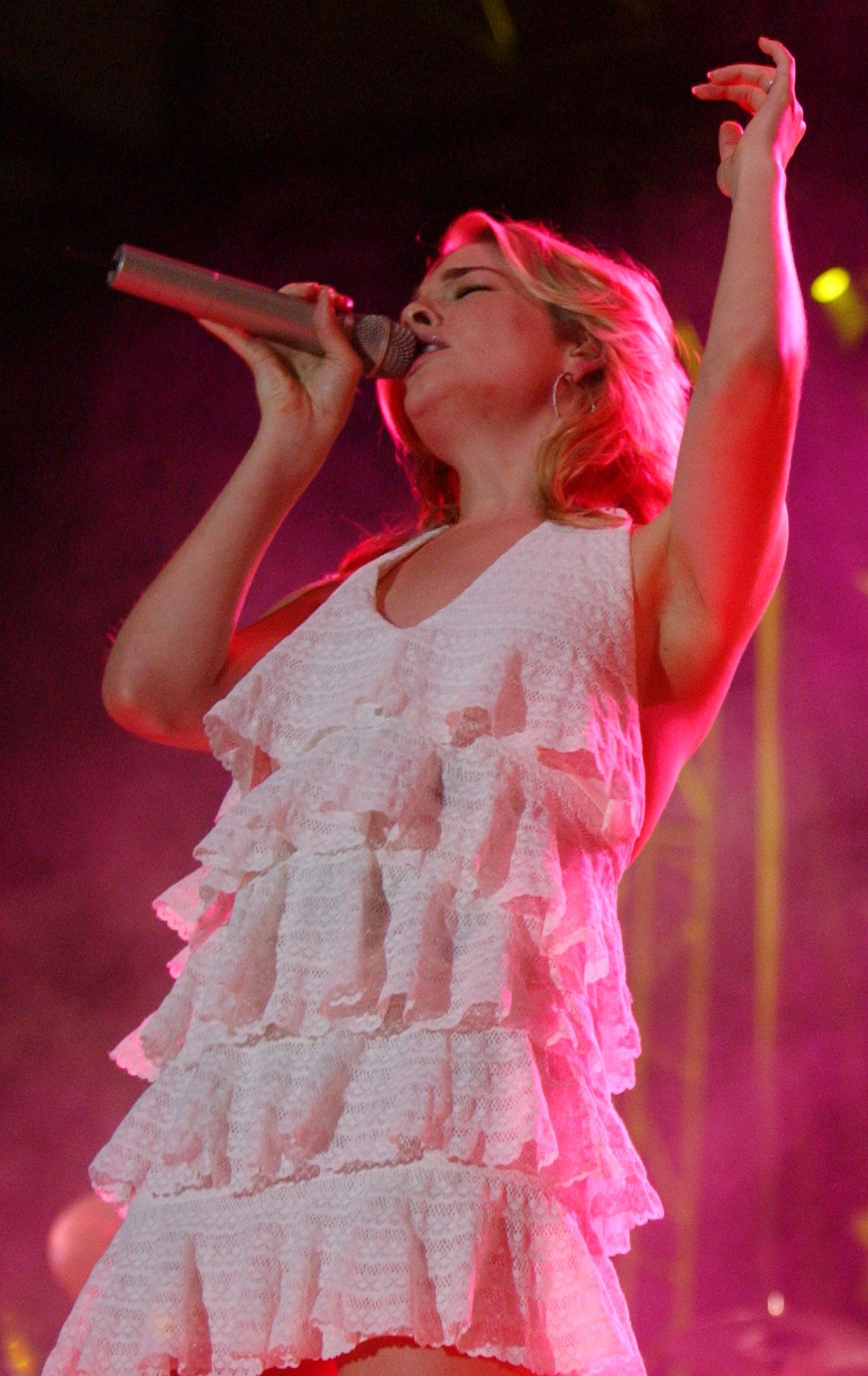
LeAnn Rimes, 1997.
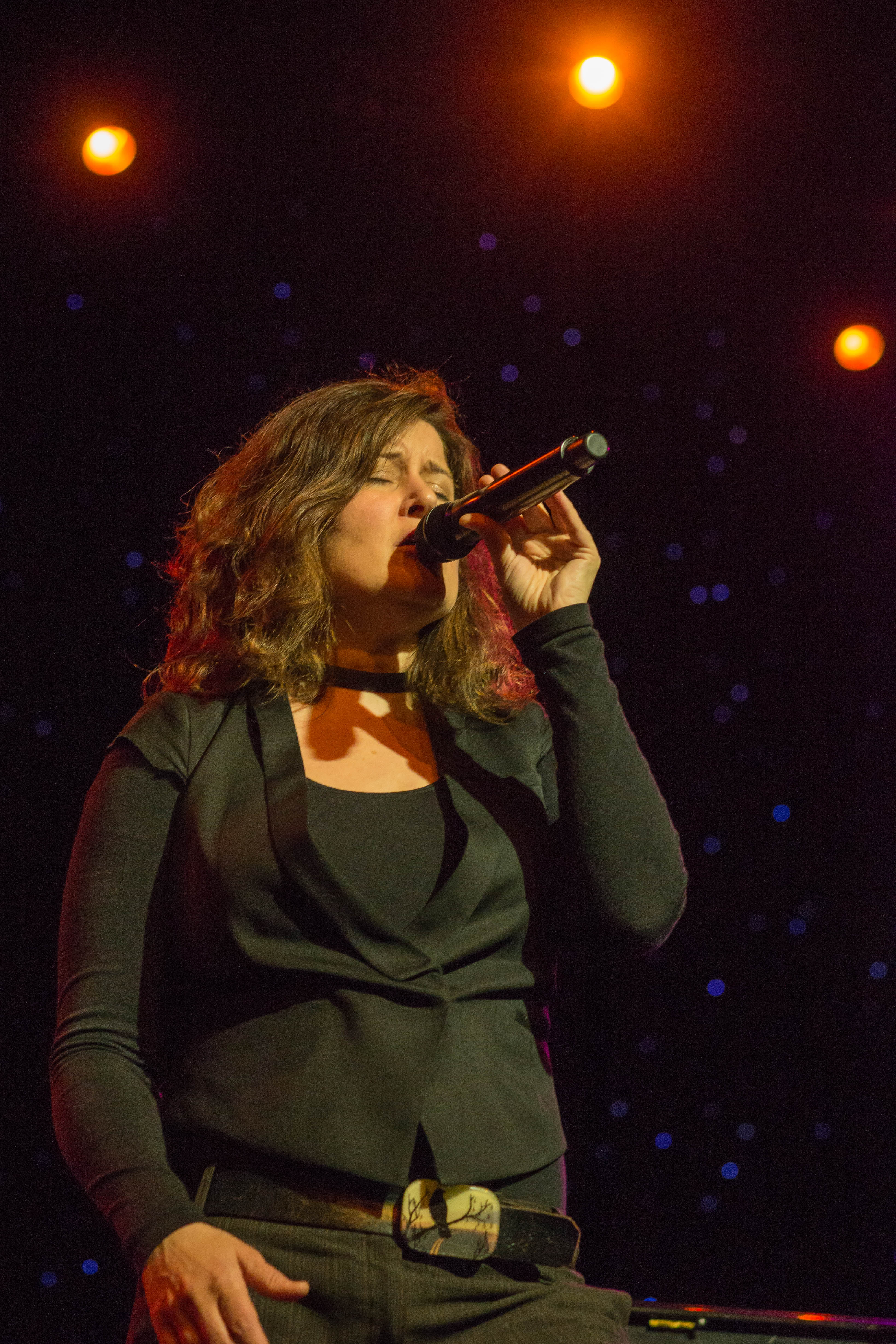
Paula Cole, 1998.
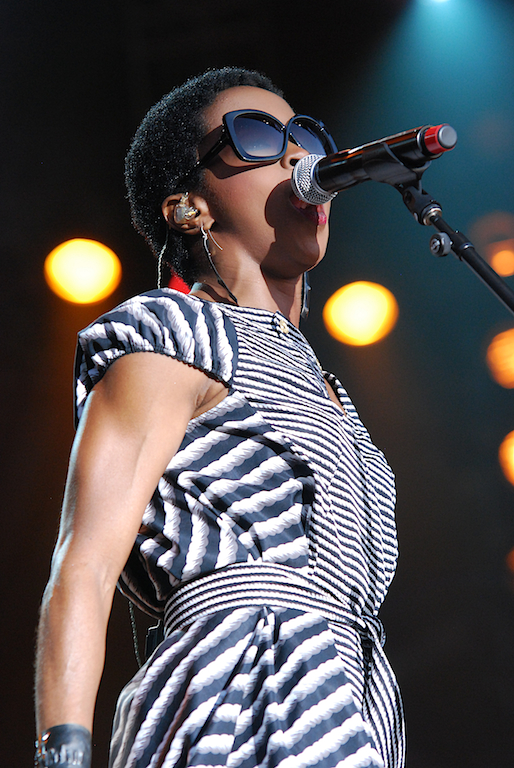
Lauryn Hill, 1999.
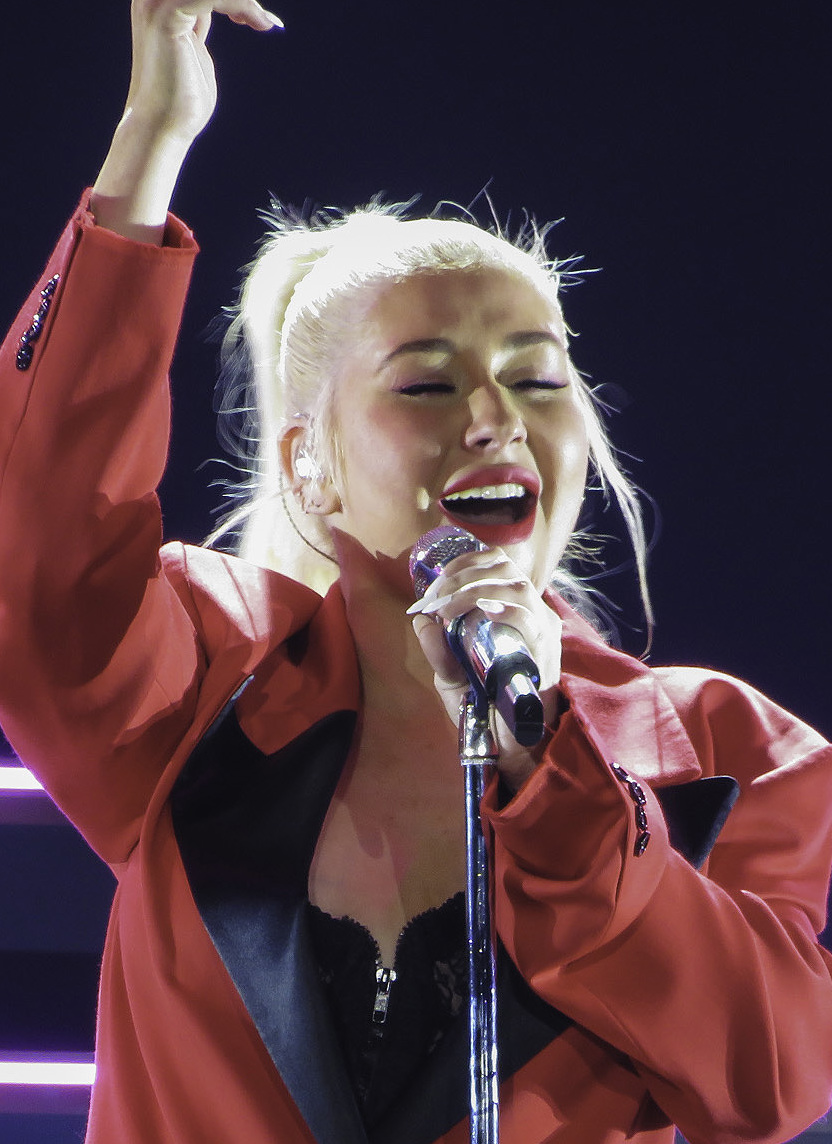
Christina Aguilera, 2000.
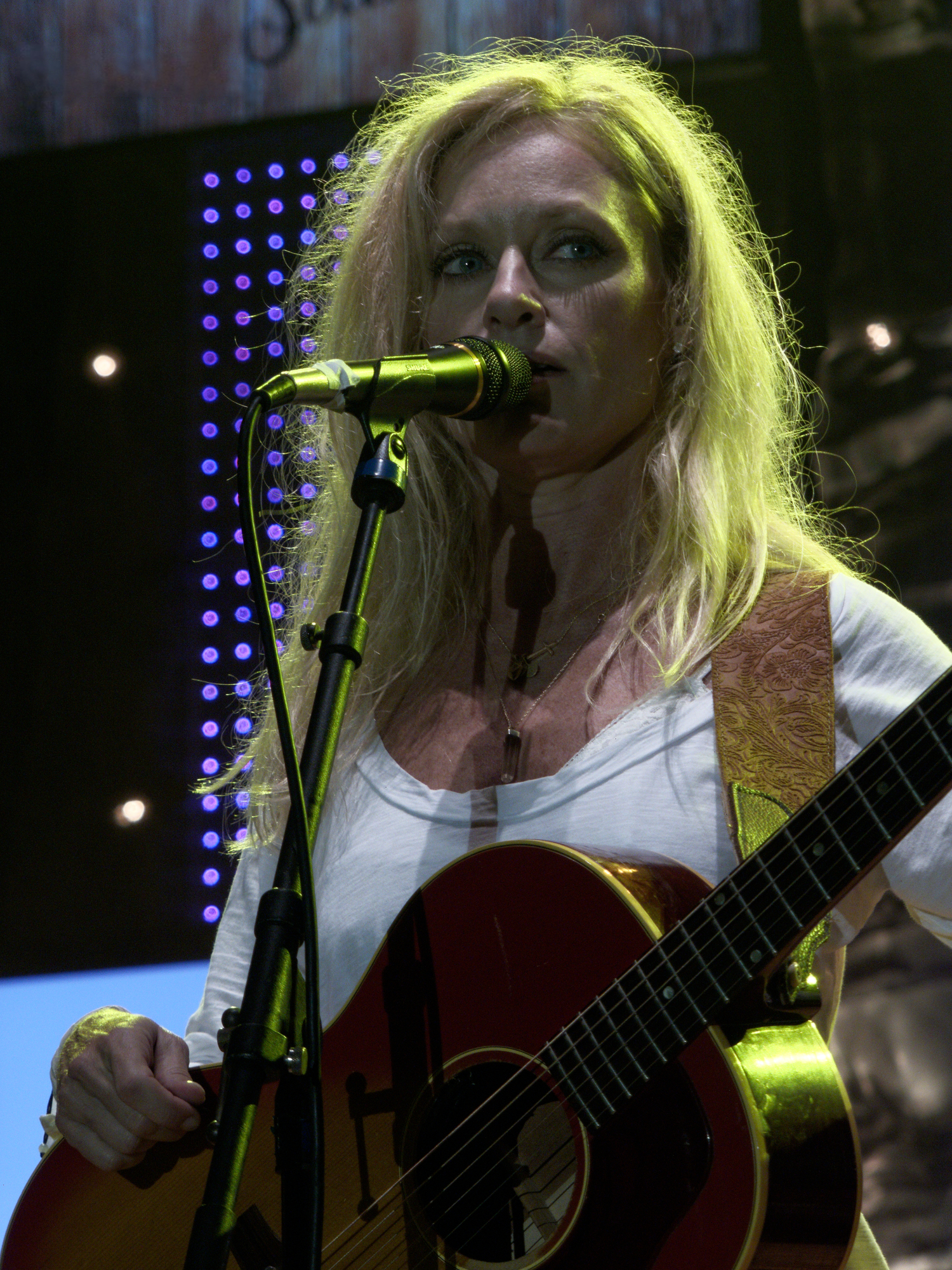
Shelby Lynne, 2001.
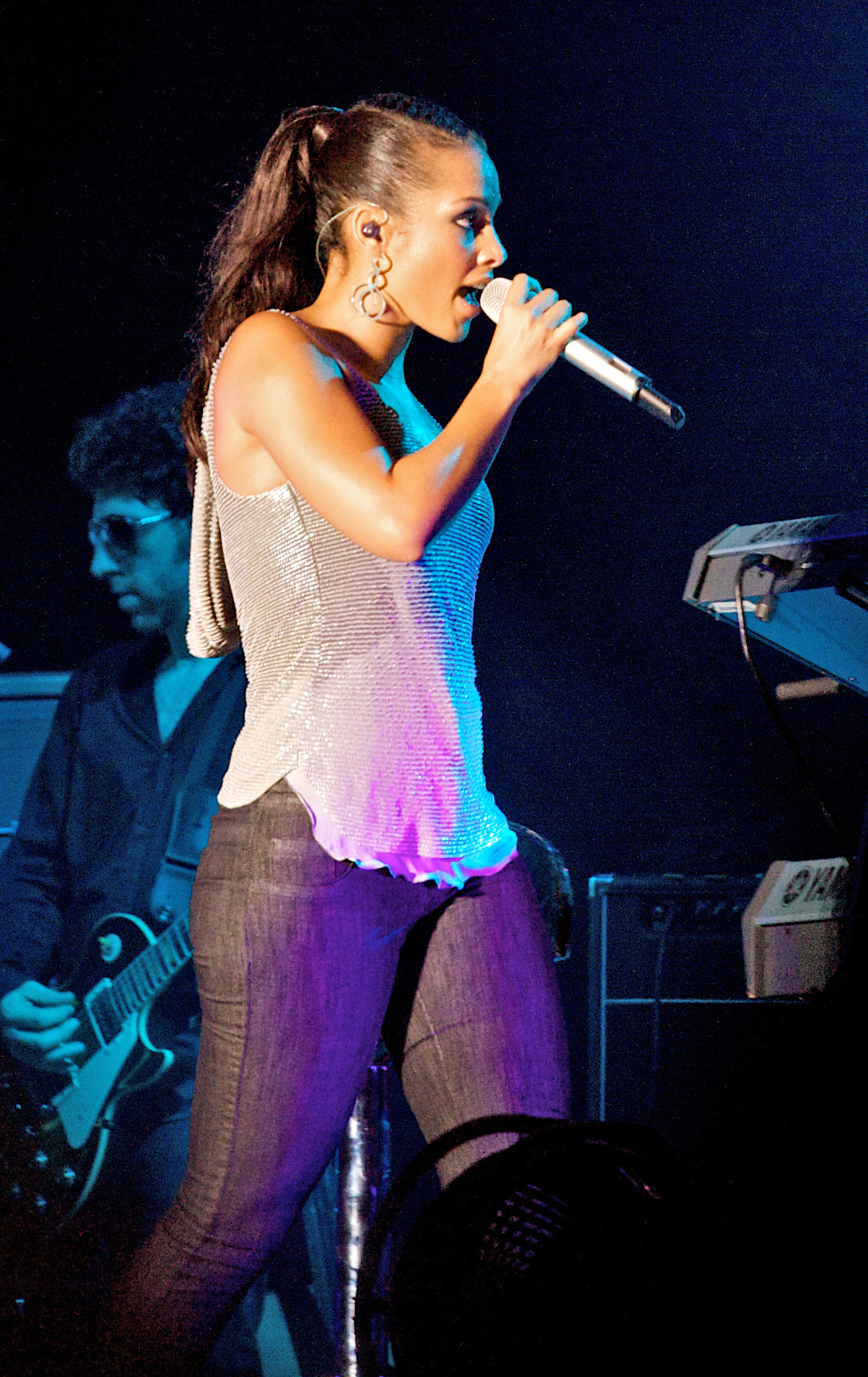
Alicia Keys, 2002.
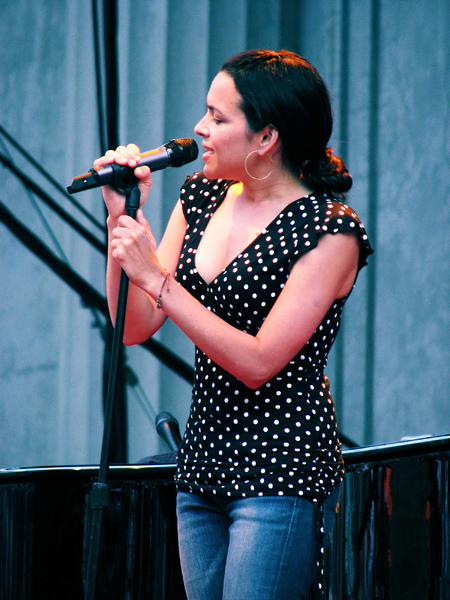
Norah Jones, 2003.
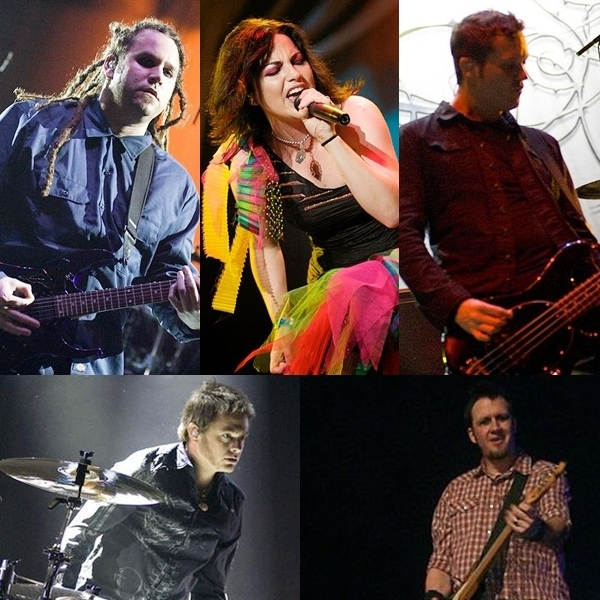
Evanescence, 2004.
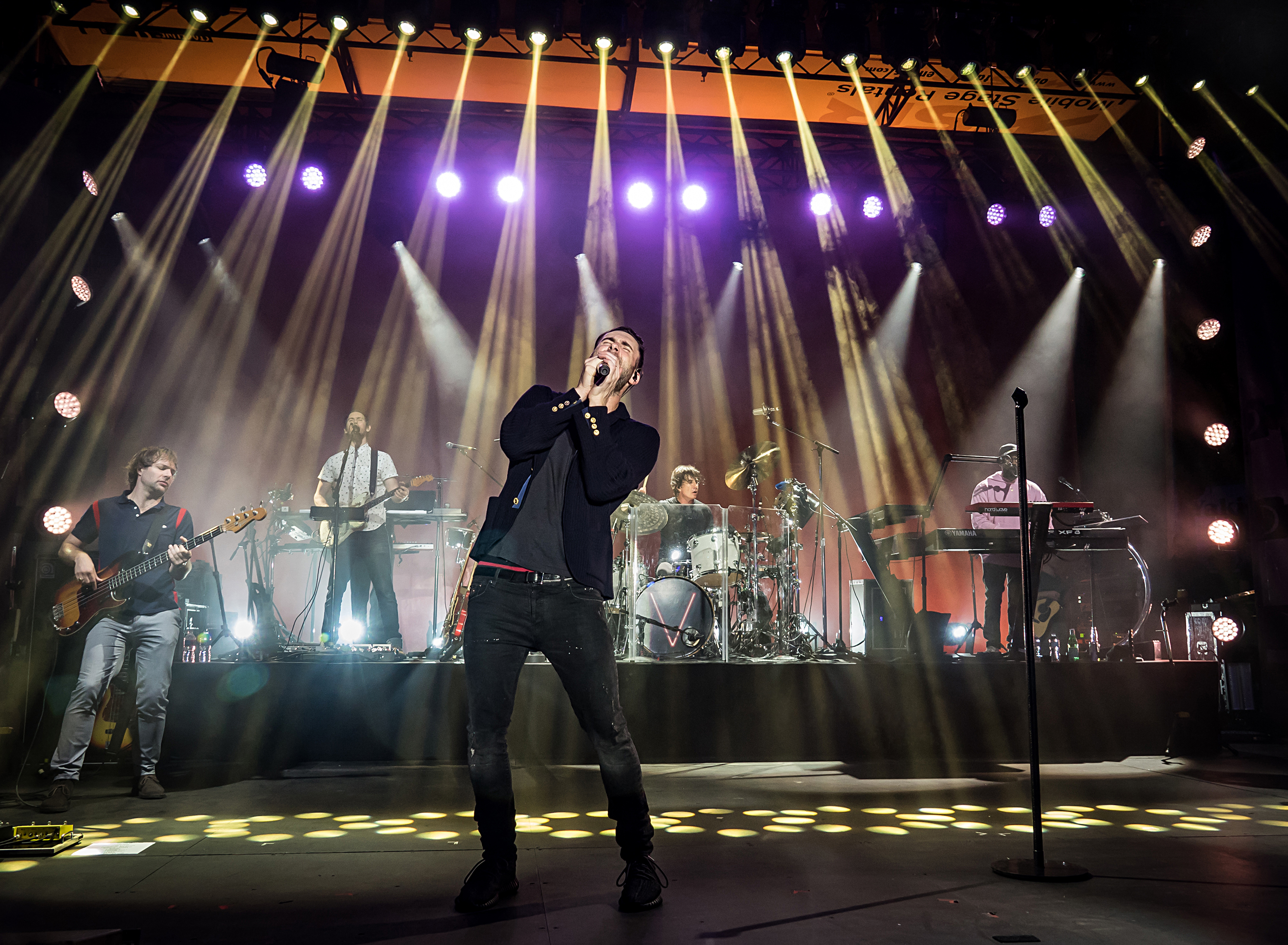
Maroon 5, 2005.
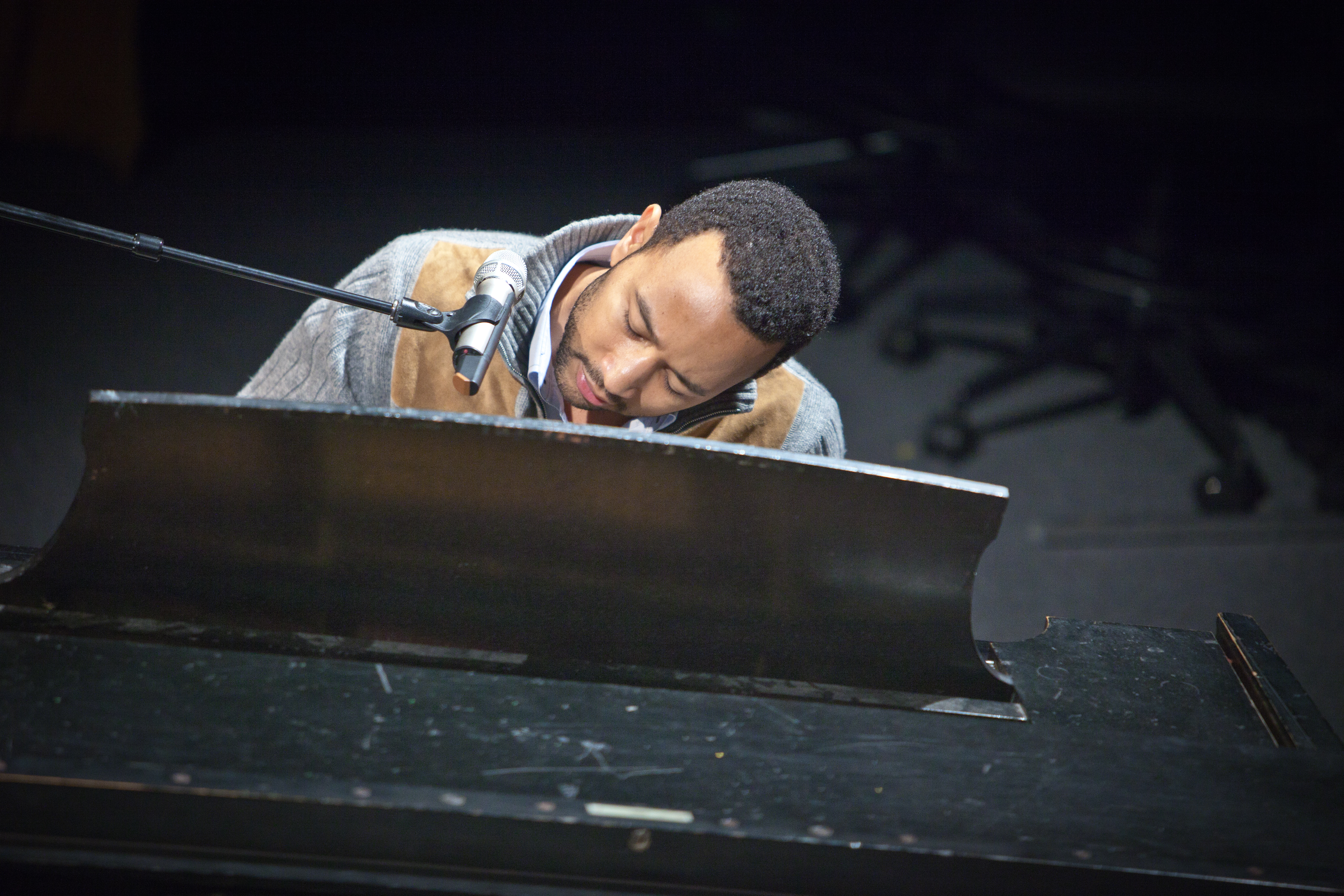
John Legend, 2006.
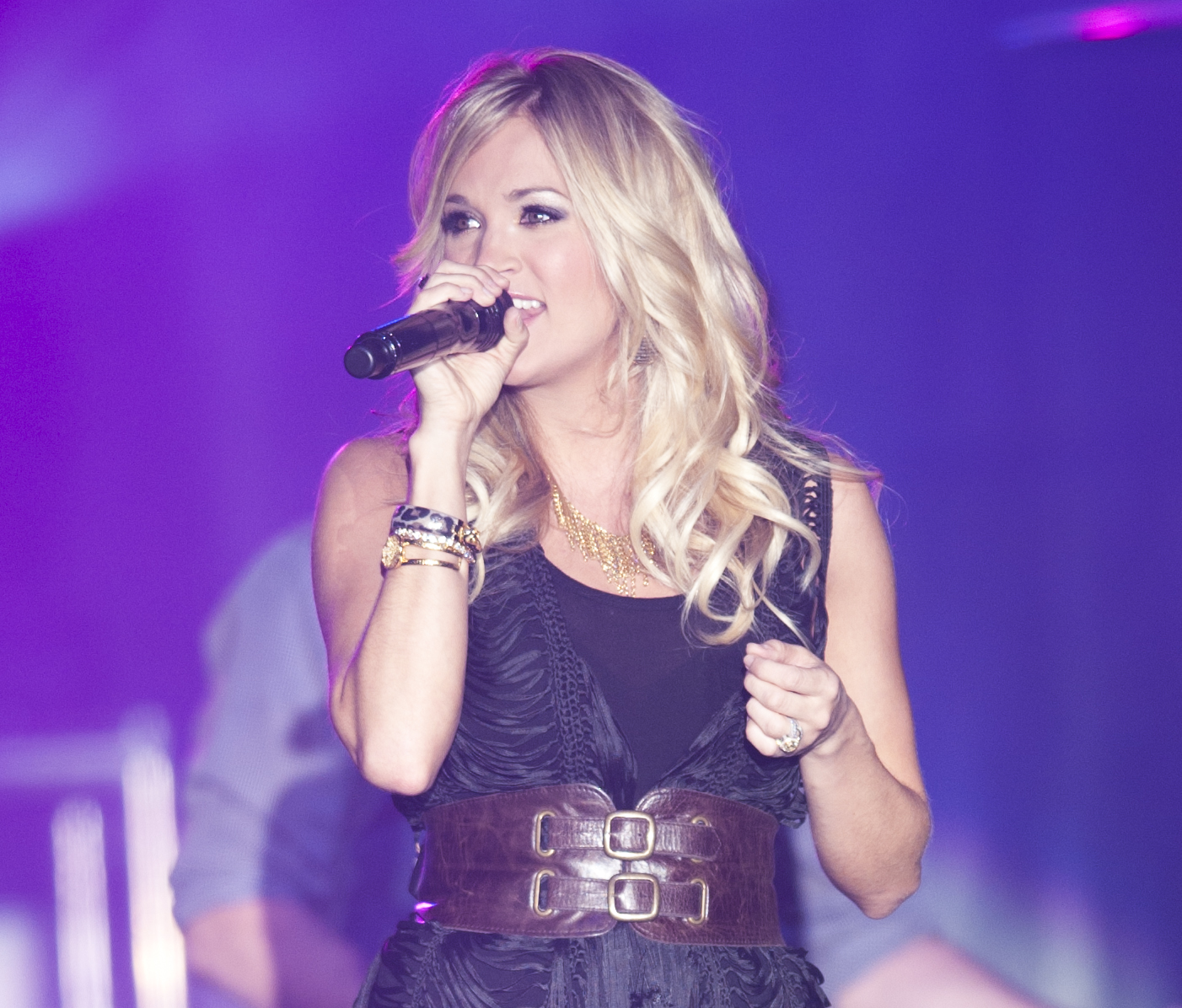
Carrie Underwood, 2007.
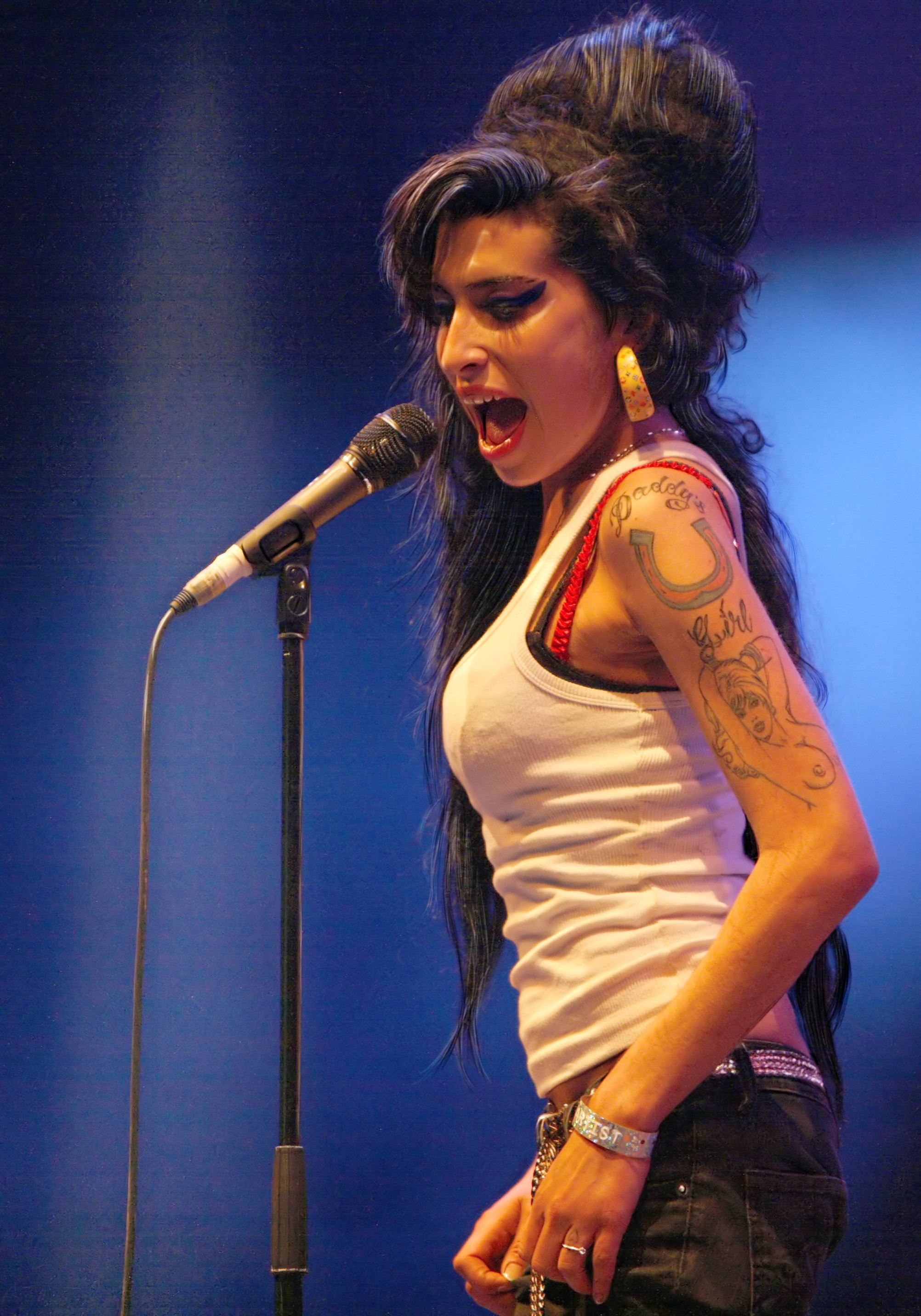
Amy Winehouse, 2008.
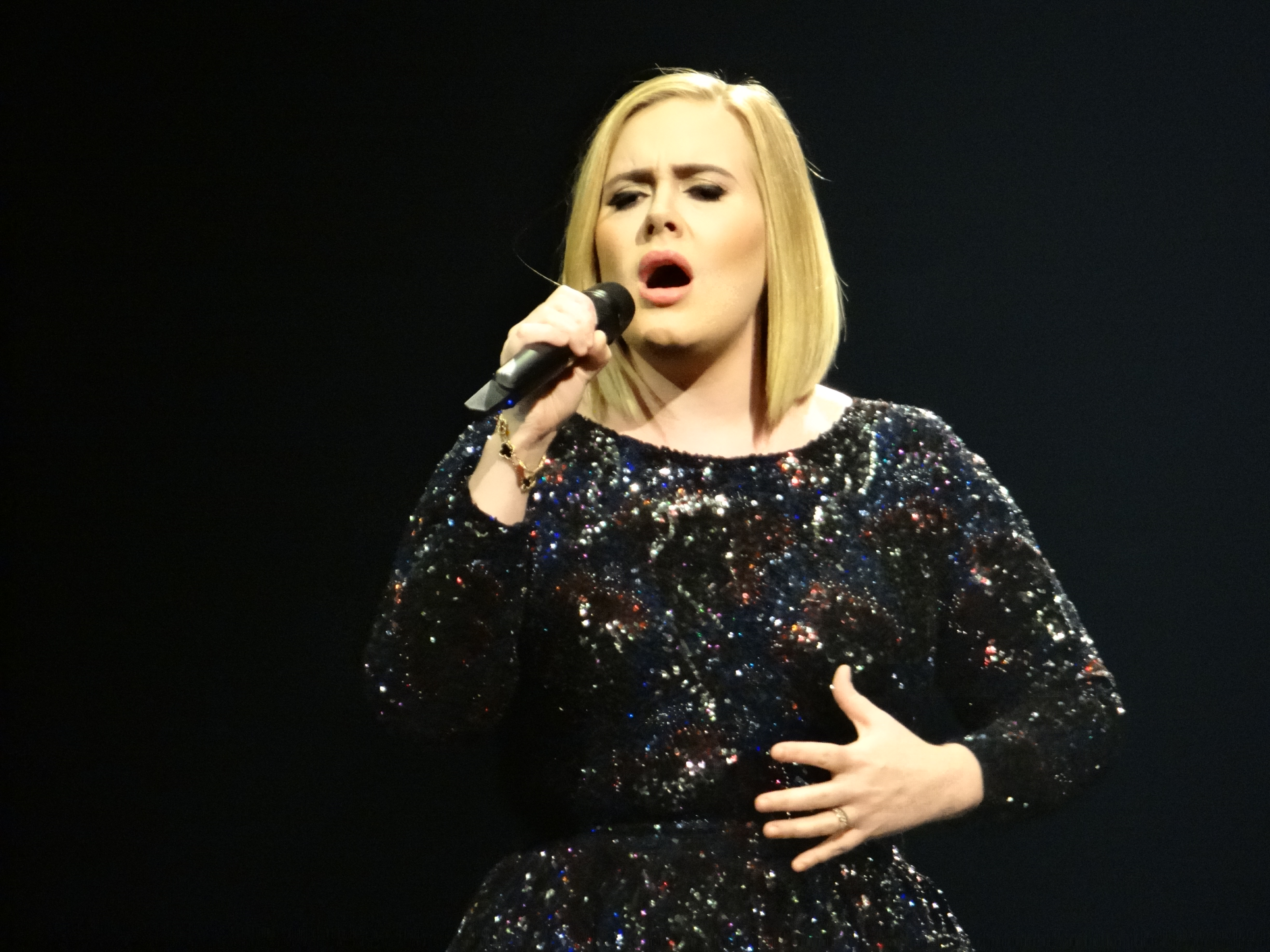
Adele, 2009.
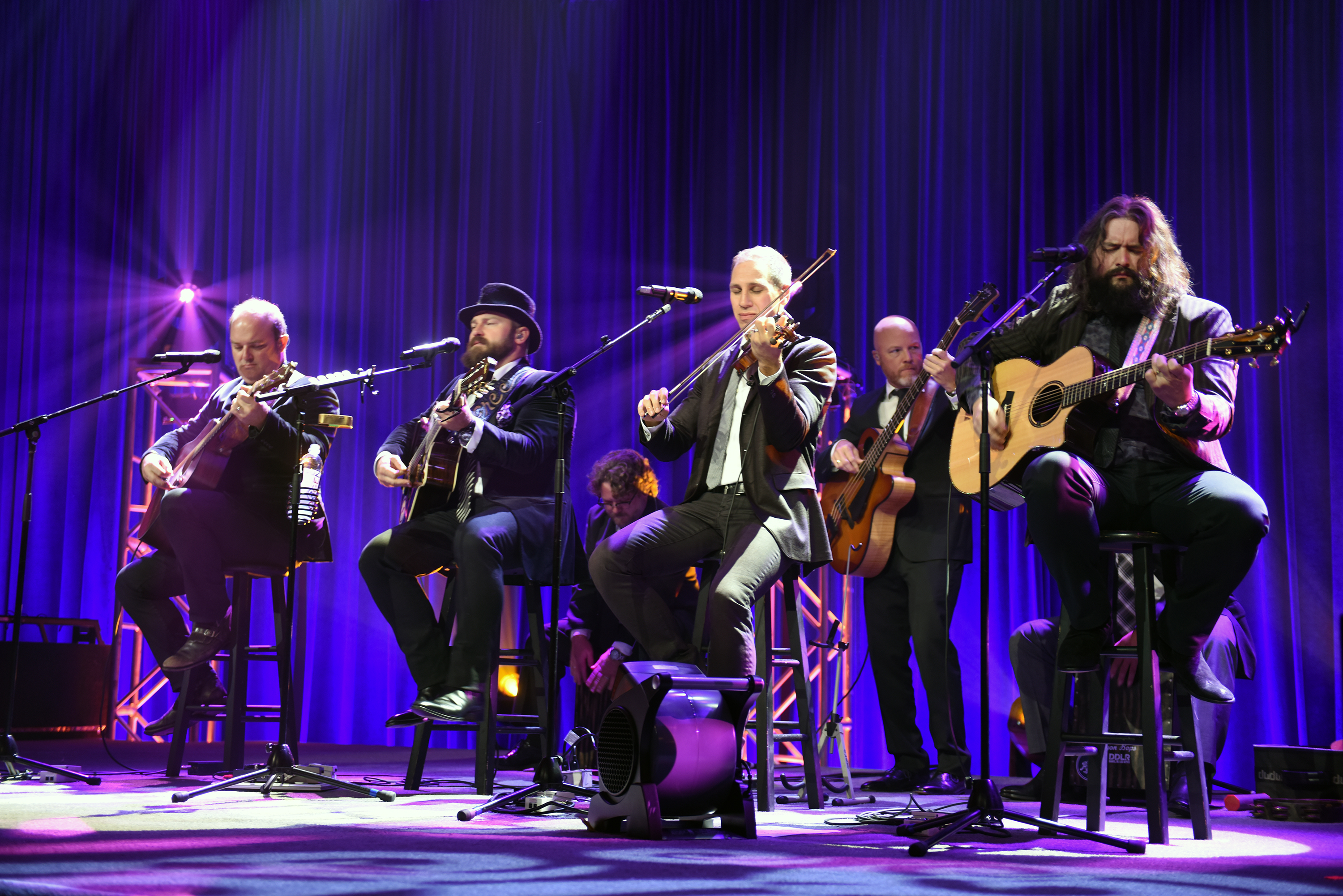
Zac Brown Band, 2010.
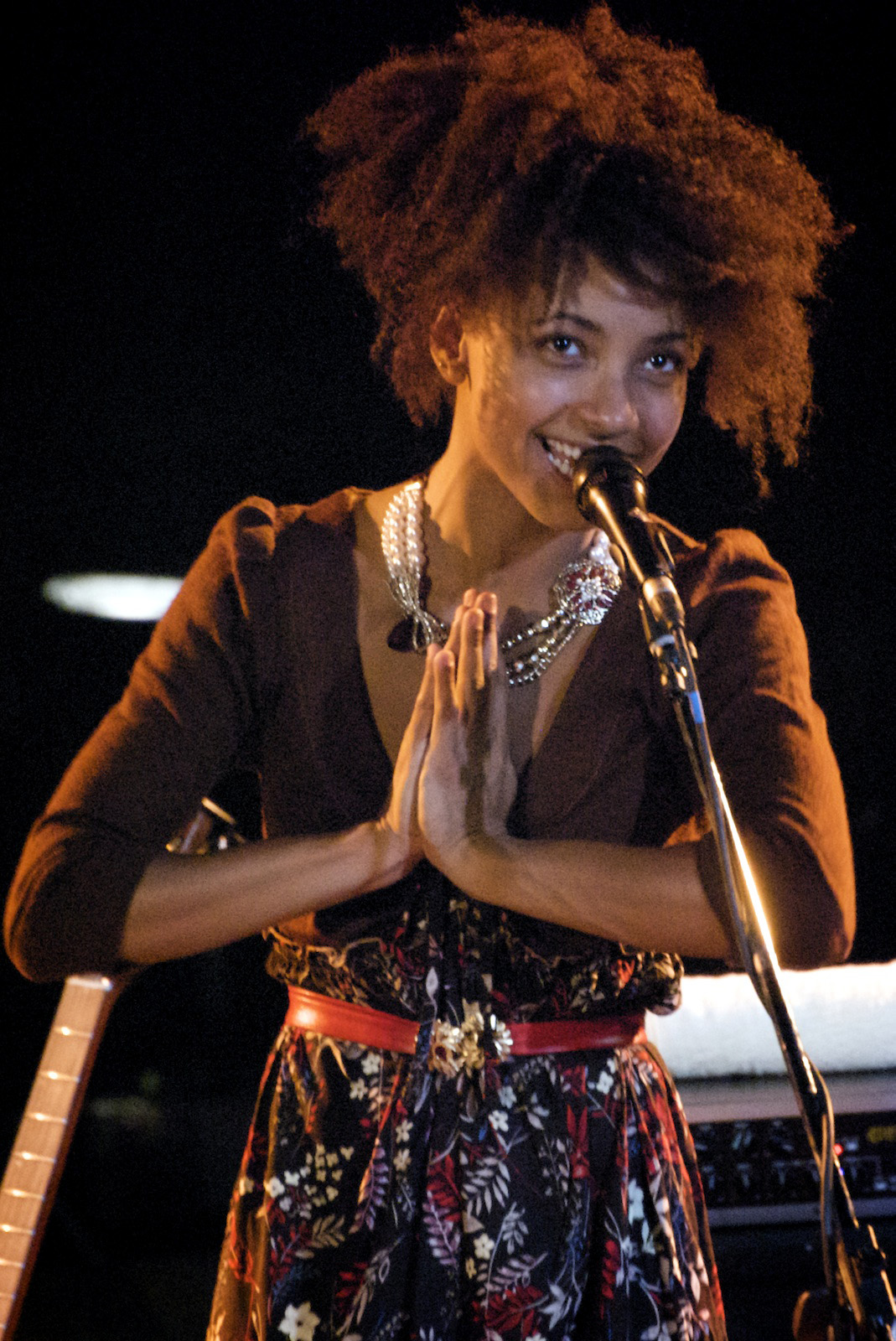
Esperanza Spalding, 2011.
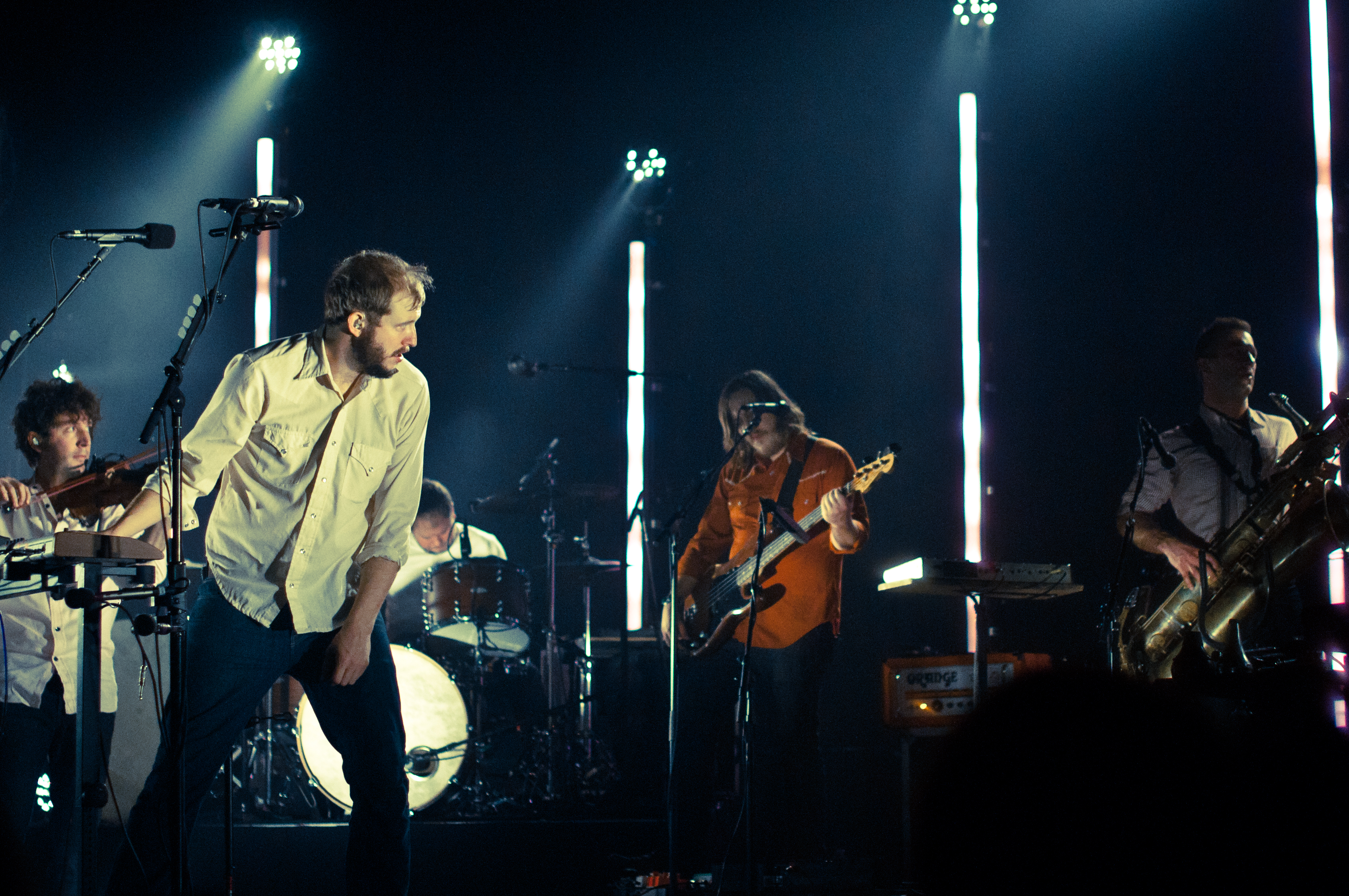
Bon Iver, 2012.
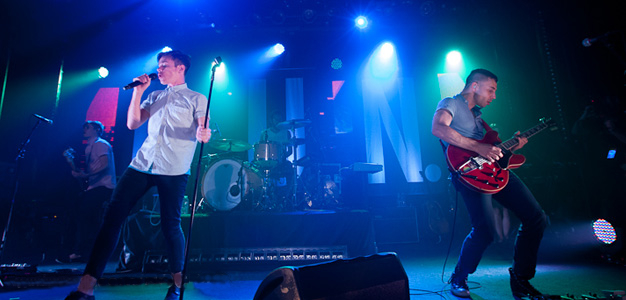
Fun, 2013.
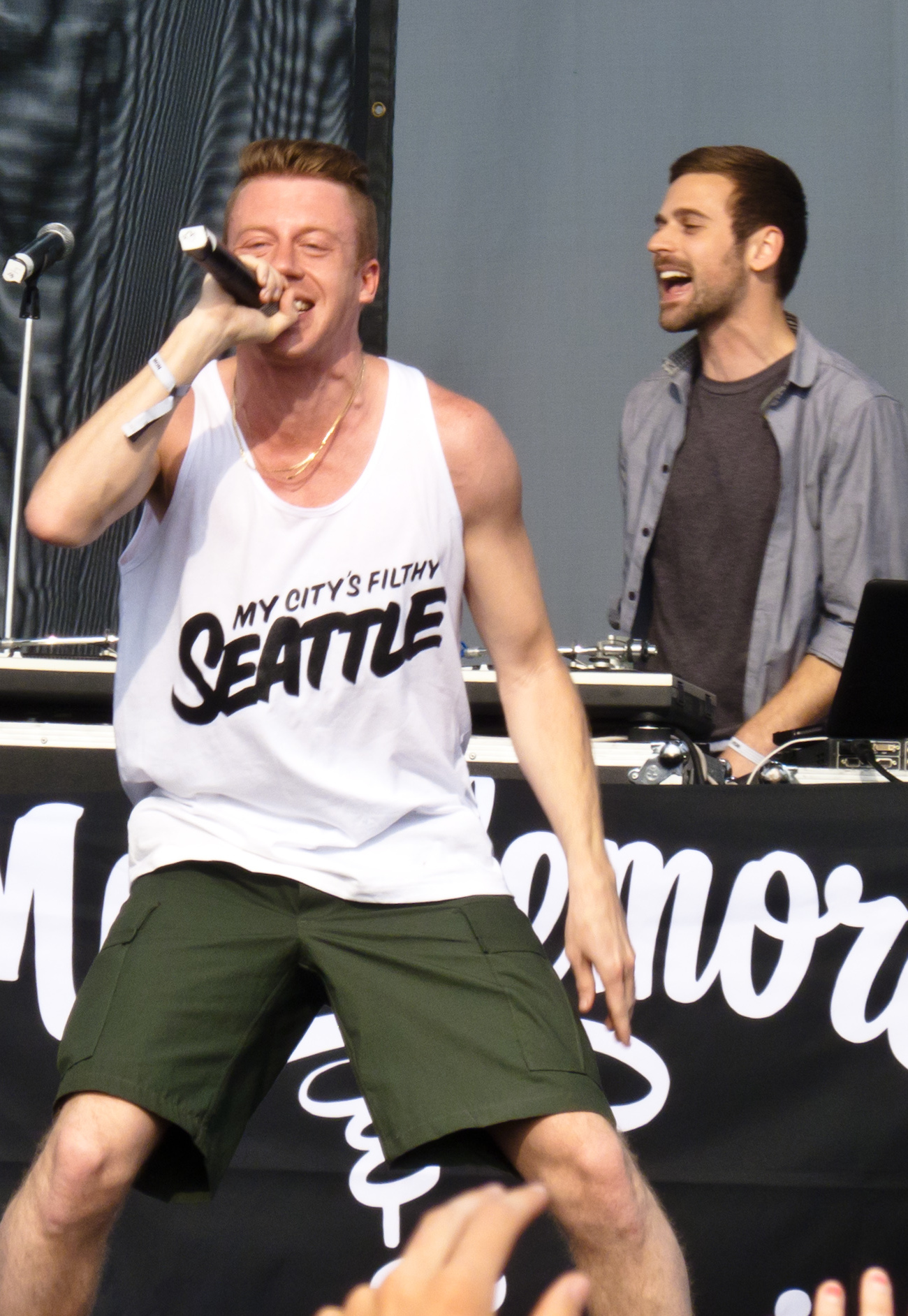
Macklemore et Ryan Lewis, 2014.
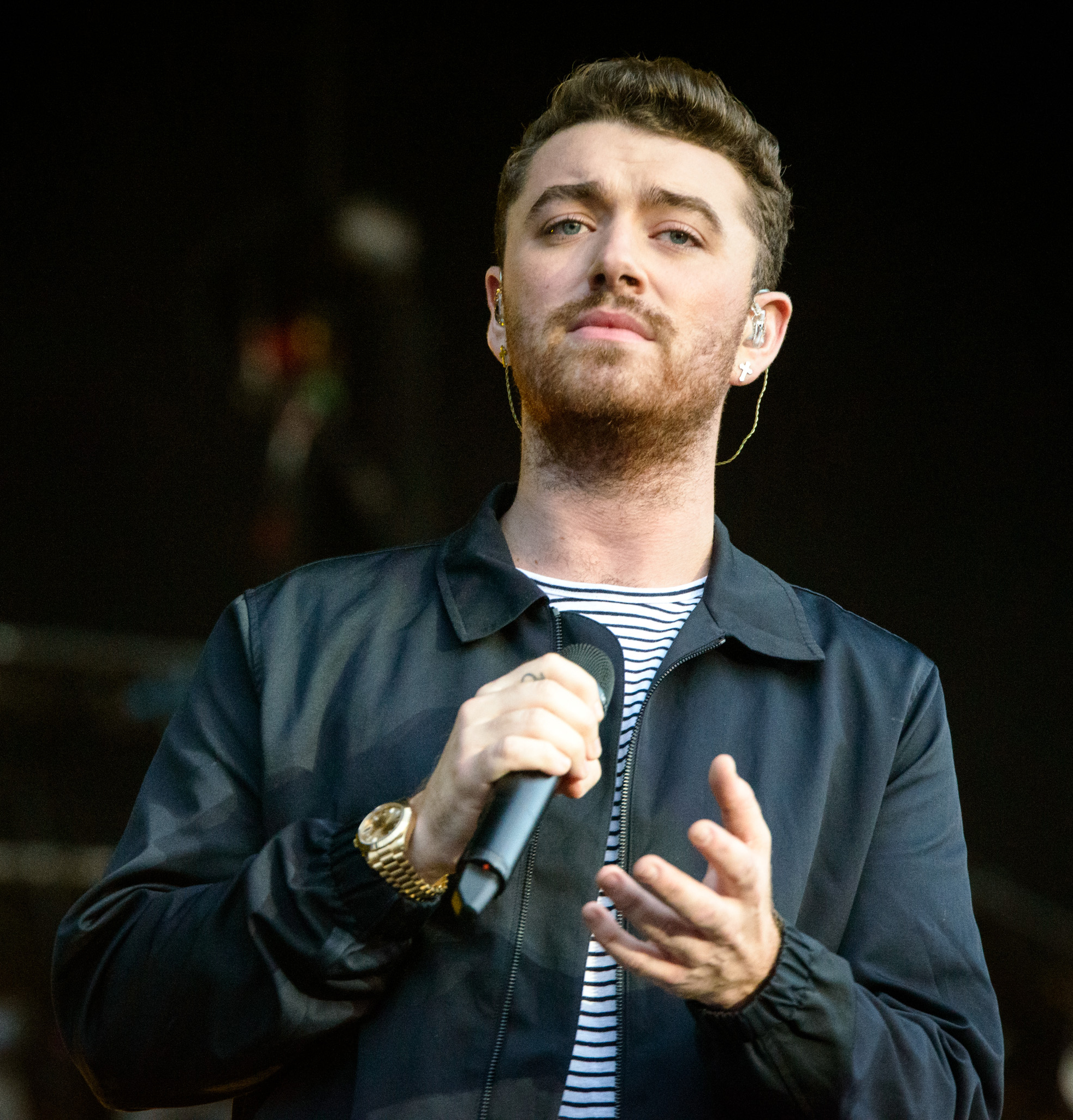
Sam Smith, 2015.
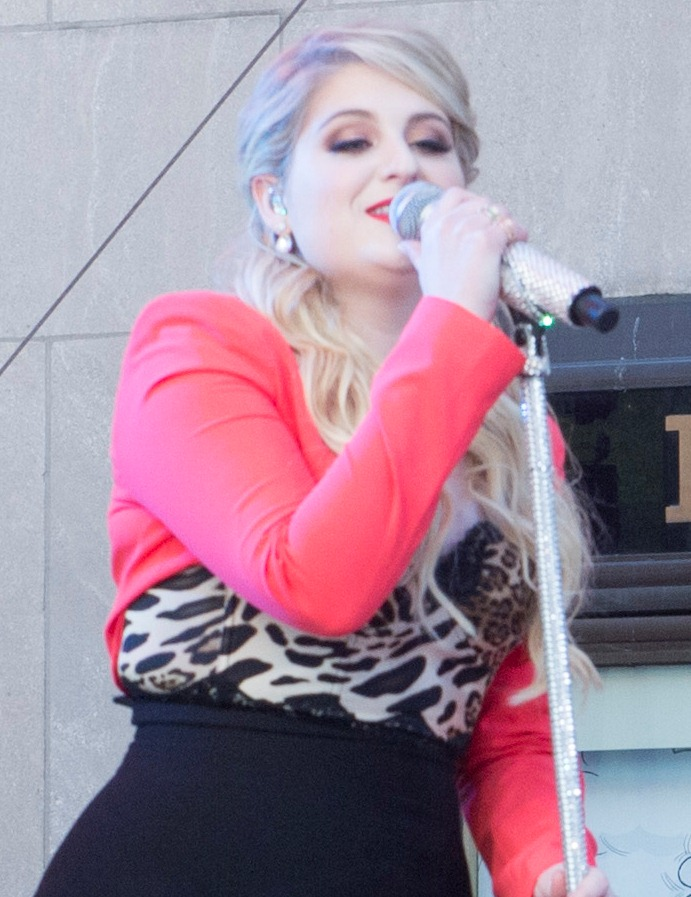
Meghan Trainor, 2016.
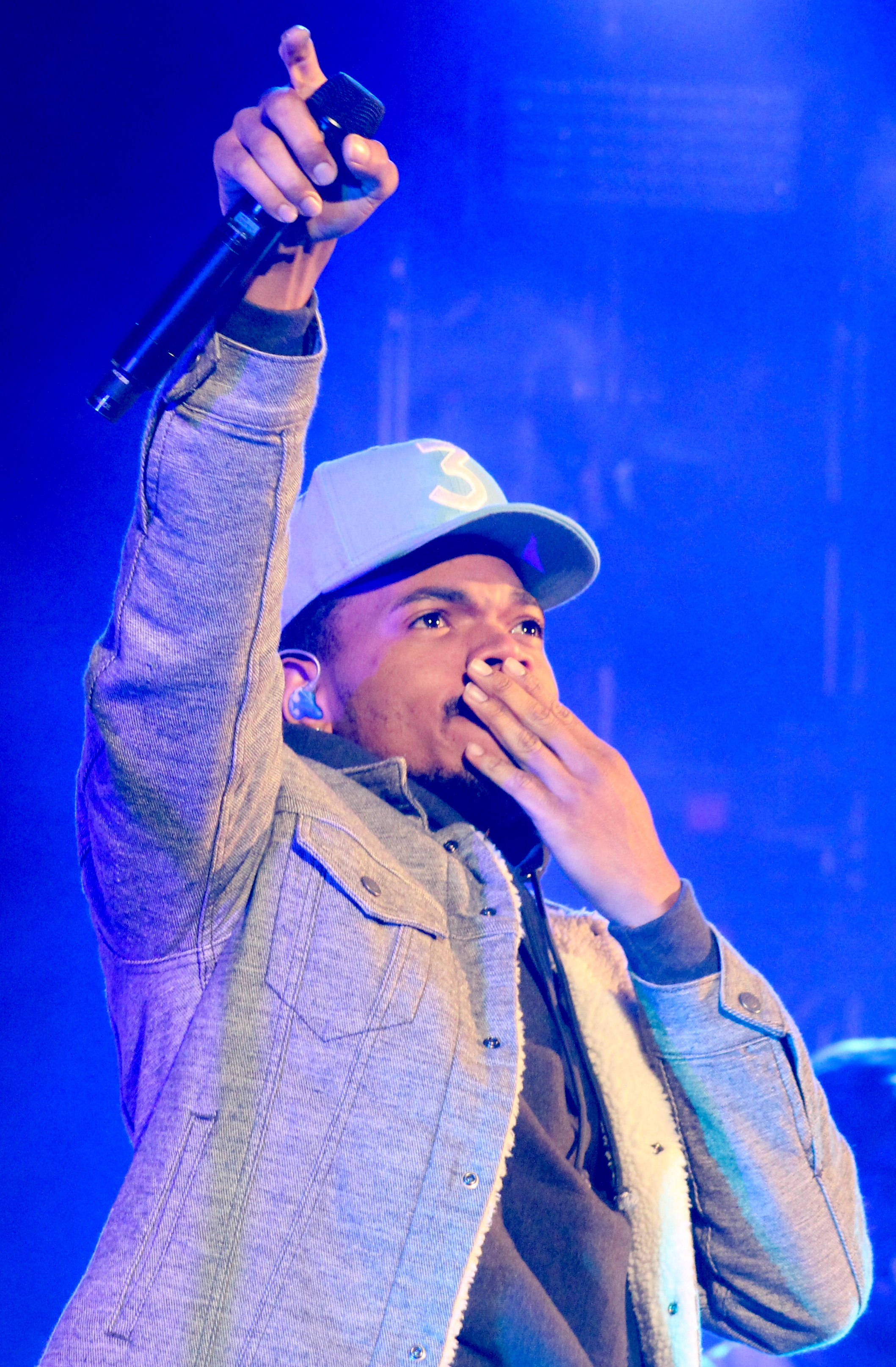
Chance the Rapper, 2017.
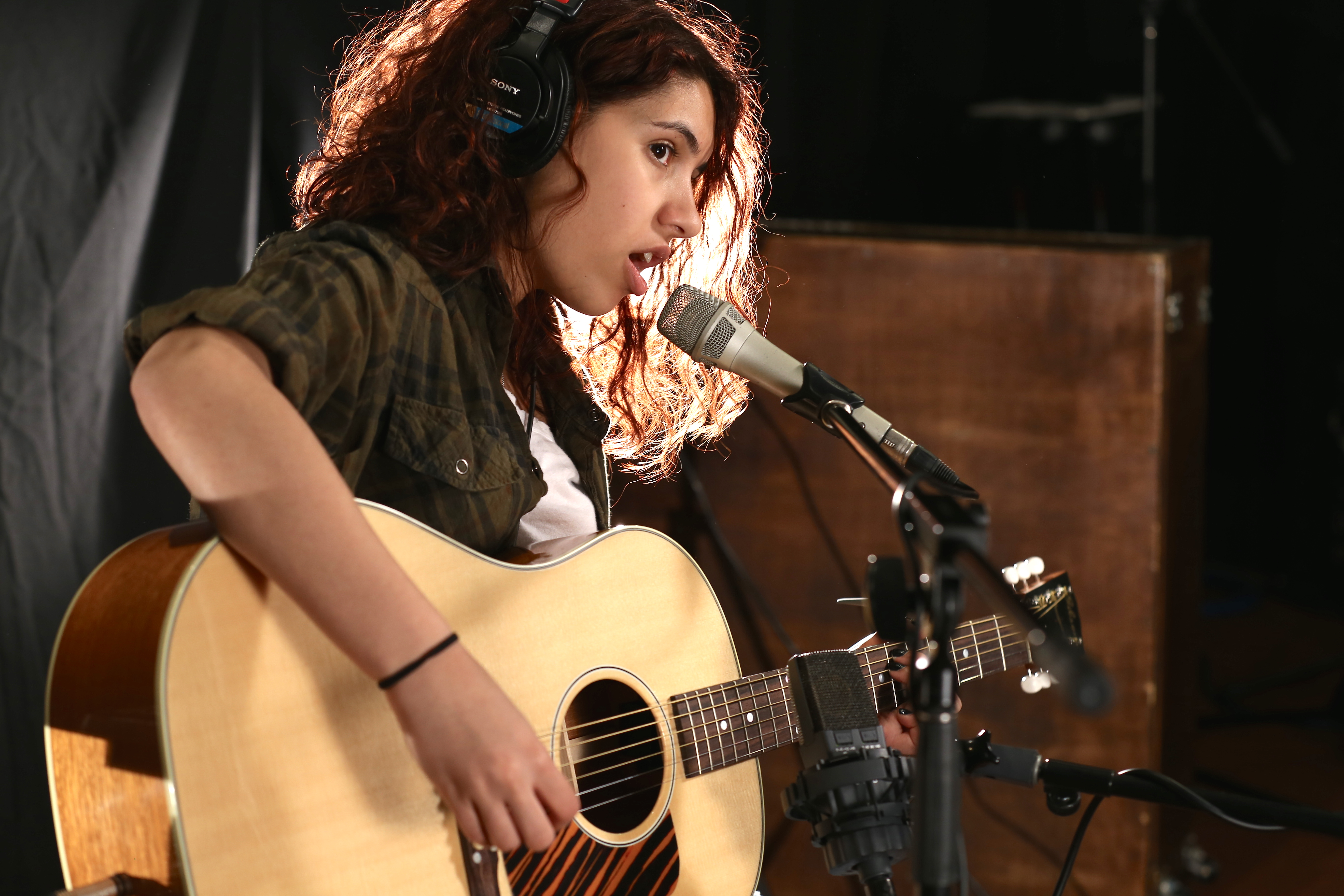
Alessia Cara, 2018.
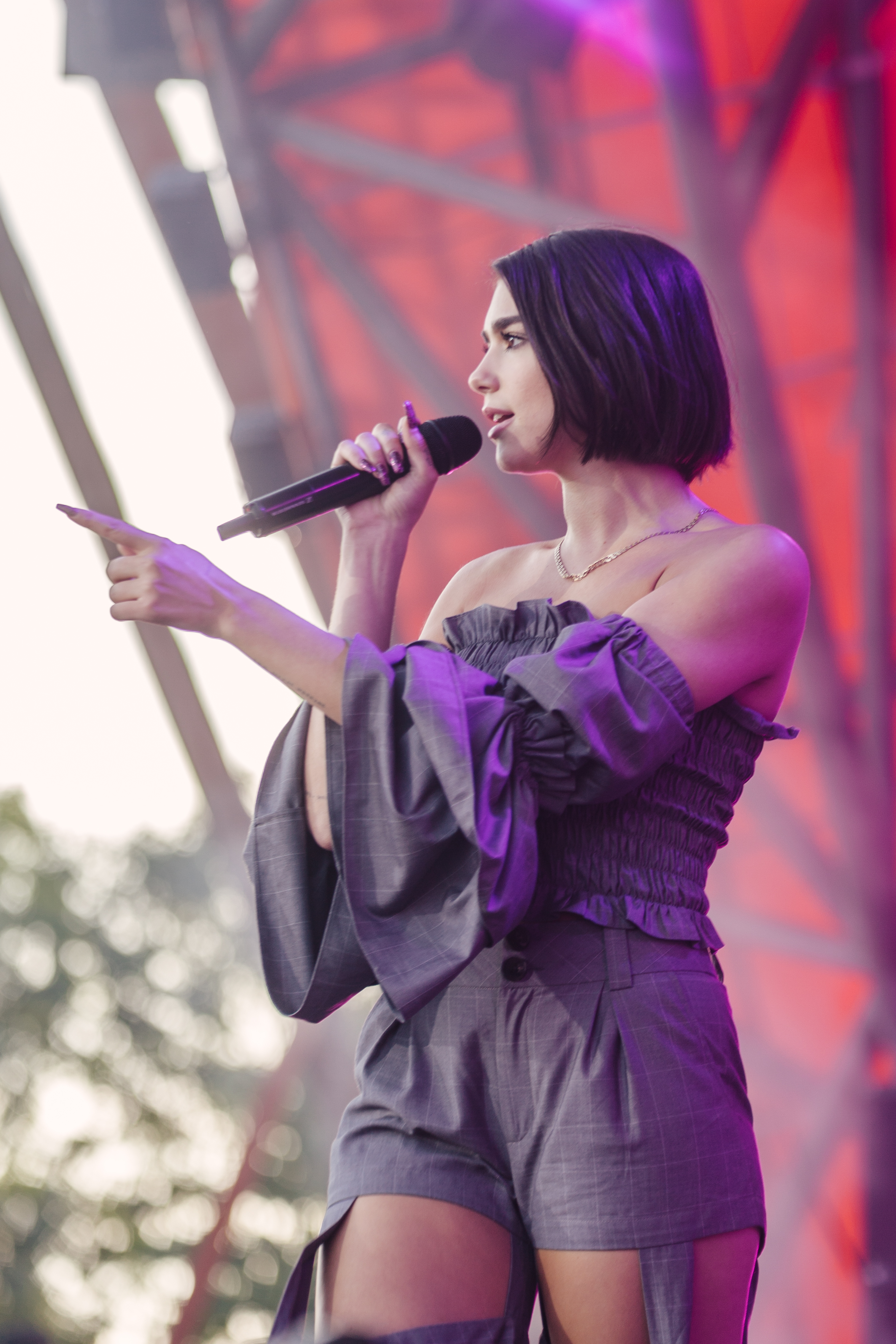
Dua Lipa, 2019.
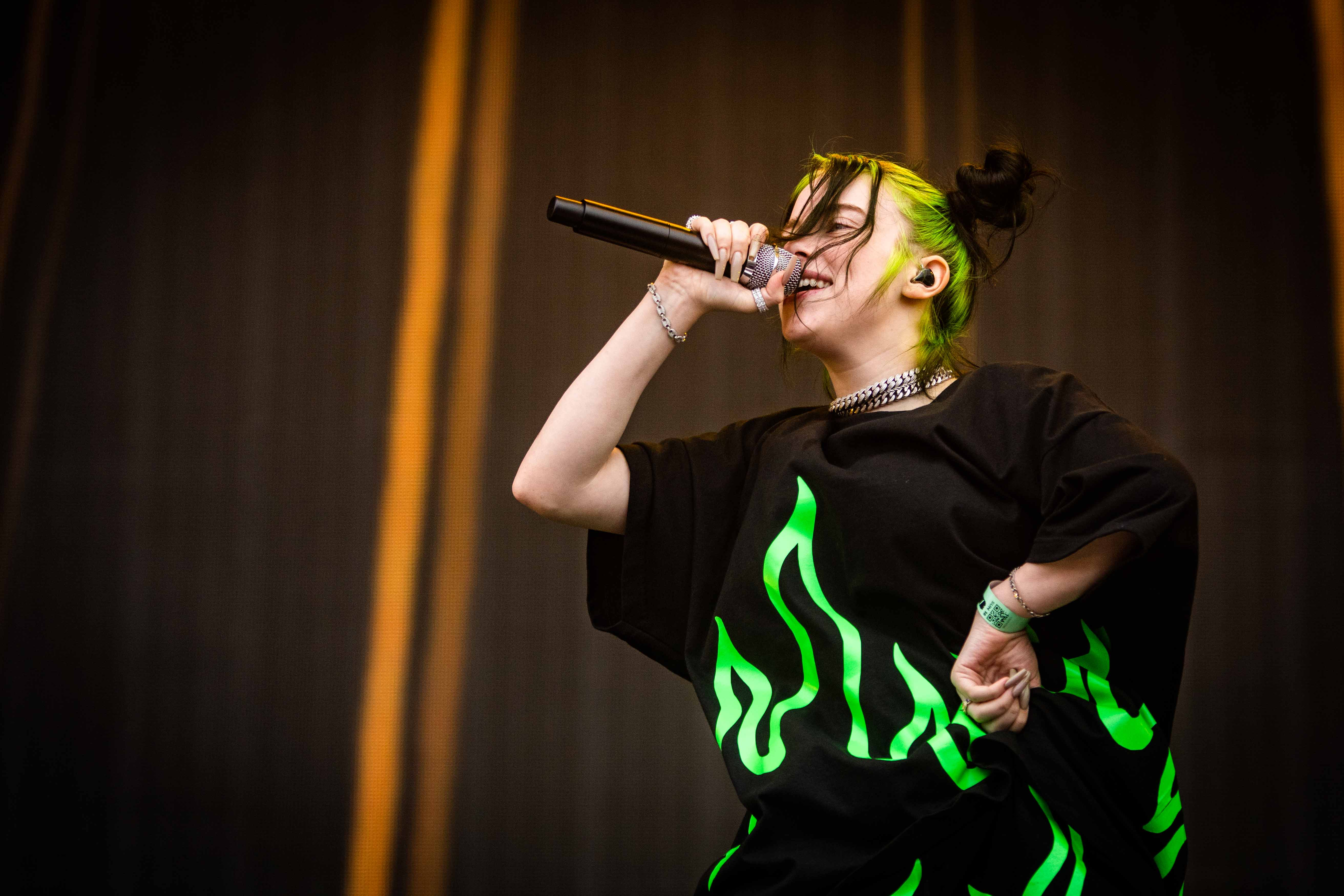
Billie Eilish, 2020.
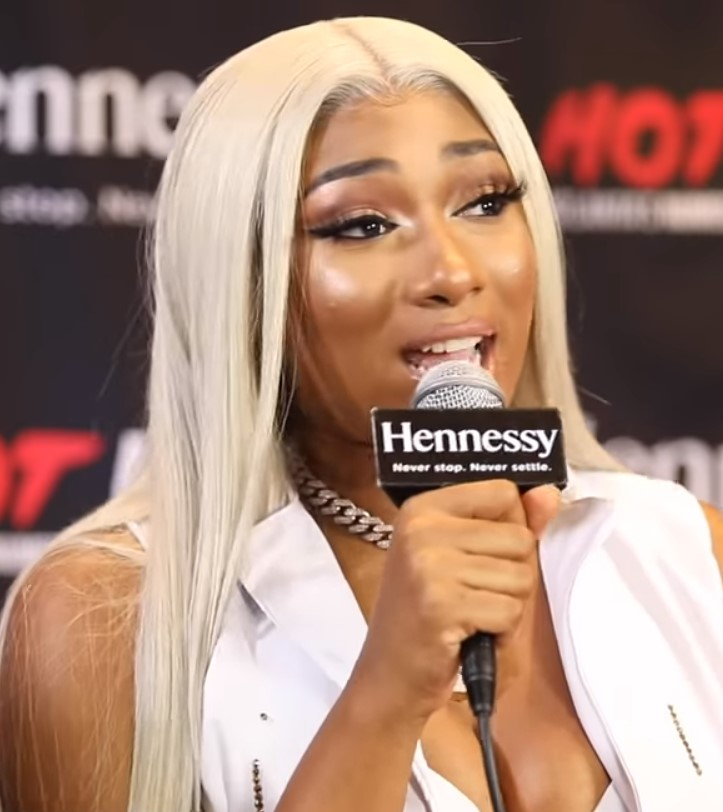
Megan Thee Stallion, 2021.
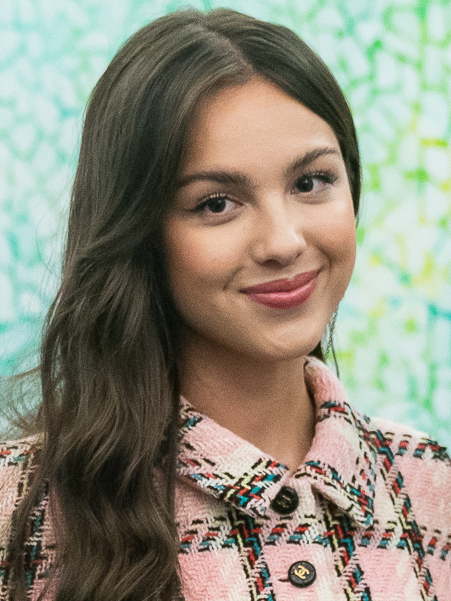
Olivia Rodrigo, 2022.
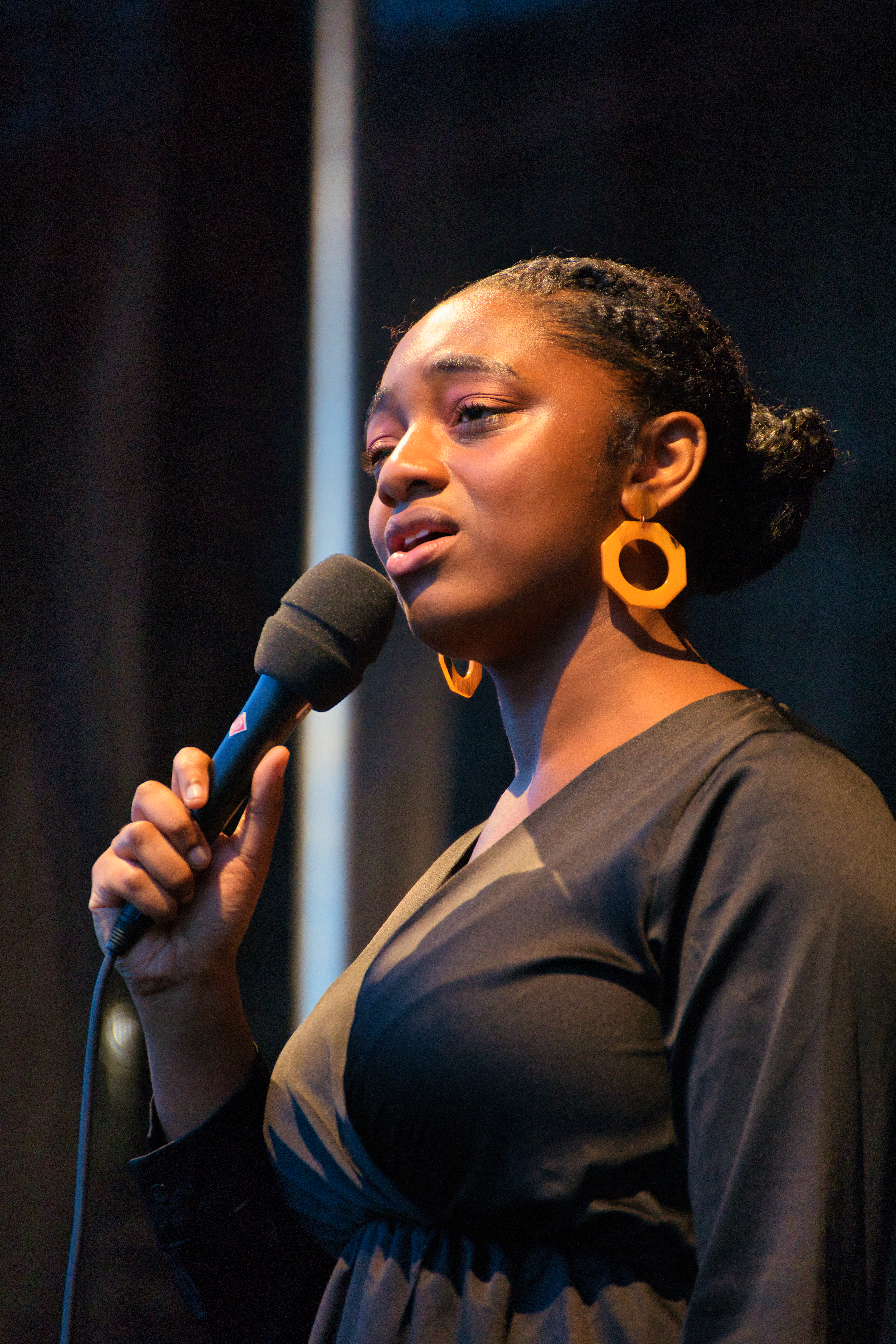
Samara Joy, 2023.
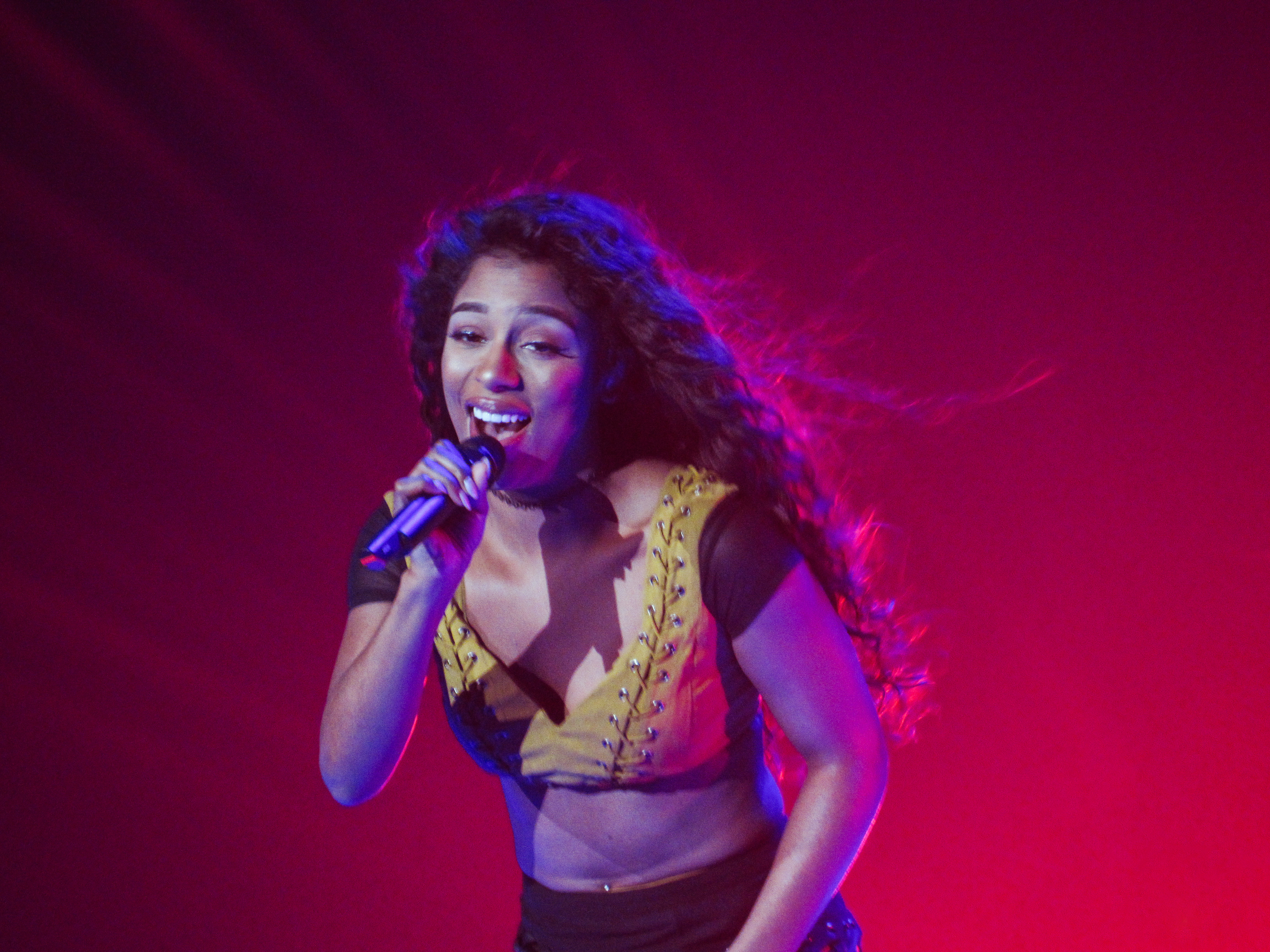
Victoria Monét, 2024.
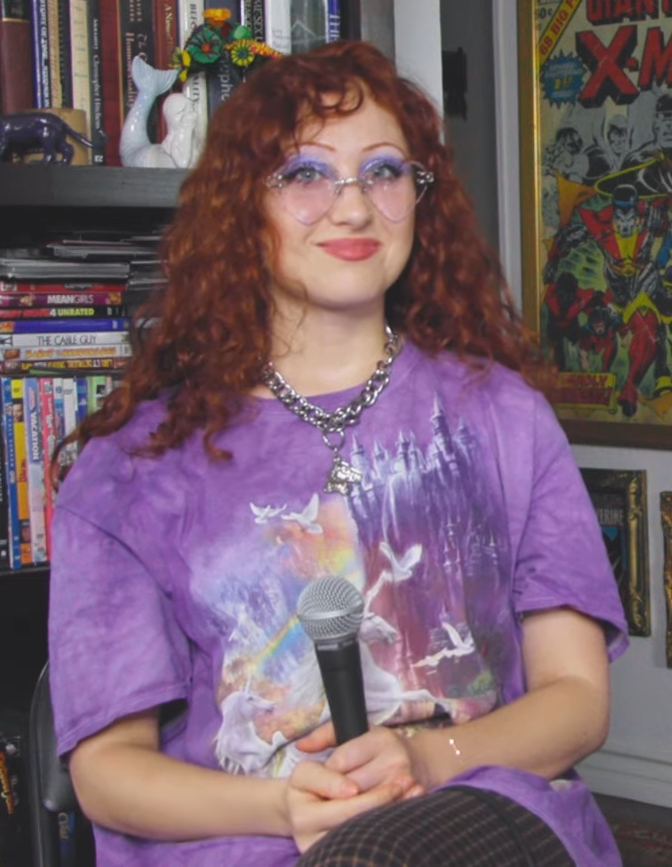
Chappell Roan, 2025.